# Jean sans Terre
« Jean d'Angleterre » redirige ici. Pour les autres significations, voir Jean d'Angleterre (homonymie).
Jean dit sans Terre, né le 24 décembre 1166 et mort le 19 octobre 1216, fils d'Henri II Plantagenêt et d'Aliénor d'Aquitaine et frère de Richard Coeur de Lion, est roi d'Angleterre et seigneur d'Irlande, ainsi que duc d'Aquitaine, de 1199 à sa mort. Son règne est particulièrement connu en raison de la perte dès 1204 de plusieurs fiefs des Plantagenêt en France, notamment le duché de Normandie, le comté du Maine et le comté d'Anjou, confisqués par le roi de France Philippe Auguste. À la suite de sa défaite à la Bataille de Bouvines en 1214, face à Philippe Auguste, il est contraint d'accepter la Grande Charte en 1215, car il est confronté aux exigences de la haute noblesse anglaise envers un roi vaincu.
Cinquième et dernier fils du roi d'Angleterre Henri II et de la duchesse d'Aquitaine Aliénor, il n'était destiné ni à monter sur le trône ni même à recevoir un quelconque territoire en héritage ; il fut donc surnommé Jean sans Terre par son père. Cela changea après l'échec de la révolte de ses frères aînés entre 1173 et 1174 : il devient alors le fils préféré d'Henri II qui le fait seigneur d'Irlande en 1177 et lui accorde des fiefs sur le continent. La mort de trois de ses frères (Guillaume, Henri et Geoffroy) et l'accession au trône de Richard Ier en 1189 en fit l'héritier, en compétition avec son neveu Arthur. Jean tenta sans succès de prendre le pouvoir alors que son frère participait à la troisième croisade mais, il devint finalement roi en 1199.
Le nouveau monarque fut immédiatement confronté à la menace posée par le roi Philippe II de France sur ses territoires continentaux formant l'Empire Plantagenêt. Il perdit ainsi la Normandie continentale en 1204, notamment en raison du manque de ressources militaires et de son traitement méprisant envers les nobles poitevins et angevins. Il consacra la plus grande partie de son règne à tenter de reconquérir ces territoires en formant des alliances contre la France, en accroissant les revenus de la Couronne et en réformant l'armée. Malgré ses efforts, une nouvelle offensive en 1214 se solda par la défaite de ses alliés à Bouvines et il fut contraint de rentrer en Angleterre.
Irrités par le comportement jugé tyrannique du souverain et par la forte hausse des impôts et des taxes destinés à financer sa politique continentale, les barons anglais se révoltèrent à son retour. La dispute entraîna la signature en 1215 de la Magna Carta garantissant les droits des hommes libres du royaume mais ni Jean, ni les nobles ne respectèrent ses dispositions. La première guerre des Barons éclata peu après et le roi dut affronter les rebelles soutenus par le prince Louis de France. La situation fut rapidement bloquée et Jean mourut de dysenterie en 1216 dans son château de Newark alors qu'il faisait campagne dans l'Est de l'Angleterre. Les tensions s'apaisèrent à sa mort car les barons anglais, plutôt que d'avoir affaire à un prince énergique comme Louis qui risquait de les entraver, se prononcèrent en faveur de son fils et successeur Henri III. Ce dernier prit définitivement l'ascendant sur les rebelles et le prince Louis l'année suivante.
Les évaluations historiques du règne de Jean ont fait l'objet de nombreux débats et ont considérablement varié selon les époques. Considéré comme un « héros proto-protestant » par les historiens Tudor en raison de son opposition au pape Innocent III qui lui valut l'excommunication, il a également été présenté comme un tyran par ses contemporains et les historiens de l'époque victorienne. Le consensus actuel est qu'il fut un « administrateur appliqué et un général compétent » affligé d'une personnalité méprisante et cruelle. Ces aspects négatifs ont servi de base à de nombreuses œuvres de fiction depuis Shakespeare, et Jean reste un personnage influent de la culture populaire notamment via les aventures de Robin des Bois.

## Jeunesse (1166-1189)

### Enfance
Jean est né le 24 décembre 1166 au palais de Beaumont à Oxford. Il était le cinquième et dernier fils du roi Henri II d'Angleterre et d'Aliénor d'Aquitaine. En plus de l'Angleterre, Henri II avait hérité de vastes possessions dans l'Ouest de la France dont l'Anjou, la Touraine, la Normandie et avait conquis la Bretagne. Par ailleurs, il avait épousé la puissante Aliénor, qui régnait sur le duché d'Aquitaine et le comté de Poitou et avait une revendication sur le Languedoc et l'Auvergne en plus d'être l'ancienne femme du roi Louis VII de France. Henri II régnait ainsi sur ce qui fut appelé l'empire Plantagenêt d'après le nom de sa dynastie. Cette entité était cependant structurellement fragile car si tous les territoires rendaient hommage à Henri II, ils avaient chacun leurs propres traditions, histoires et formes de gouvernement,. L'autorité du roi anglais était très limitée en Aquitaine et les liens traditionnels entre la Normandie et l'Angleterre se dissolvaient lentement. Le destin de l'empire à la mort d'Henri II était inconnu et même si la pratique de la primogéniture selon laquelle le fils aîné hérite de toutes les possessions de son père se répandait en Europe, elle était peu populaire chez les rois normands d'Angleterre. Beaucoup d'observateurs pensaient que le souverain allait diviser son Empire entre ses fils en espérant qu'ils continueraient à se comporter en alliés après sa mort. Pour compliquer les choses, une grande partie des provinces françaises de l'empire étaient contrôlées par Henri II en tant que vassal du roi de France, qui appartenait à la dynastie rivale des Capétiens. Les relations étaient encore tendues par le fait que le roi anglais s'était souvent allié avec l'empereur[Qui ?] contre la France.
Peu après sa naissance, Jean fut confié à une nourrice selon la pratique traditionnelle des familles aristocratiques médiévales. Aliénor se rendit à Poitiers, la capitale de l'Aquitaine, tandis que Jean et sa sœur Jeanne furent envoyés à l'abbaye Notre-Dame de Fontevraud. Cela était peut-être destiné à orienter son fils cadet vers une carrière ecclésiastique, étant donné qu'il avait peu de chances d'accéder au trône. Aliénor passa les années suivantes à comploter contre son époux ; aucun de ses parents ne participa à l'enfance de Jean. Comme ses frères, il fut confié à un magister chargé de son éducation et de la gestion de son foyer,. Jean passa quelque temps dans le foyer de son frère aîné Henri le Jeune, où il reçut probablement une éducation militaire.
Selon ses contemporains, Jean mesurait 168 cm et était relativement trapu avec un « corps puissant » et des cheveux roux sombres. Il adorait la lecture et s'était fait construire une bibliothèque mobile, chose inhabituelle pour l'époque. Très joueur, il s'adonnait notamment au backgammon ; il était également passionné par la chasse,. Il se fit connaître comme un « connaisseur de joyaux » et devint célèbre pour son opulence vestimentaire et, selon les chroniqueurs français, son goût du mauvais vin,,. La personnalité de Jean était assez complexe et il était connu pour être « chaleureux, plein d'esprit, généreux et aimable » mais il pouvait également être jaloux, susceptible et prompt à des accès de rage où il se « mordait et rongeait » les doigts de colère,,.

### Jeunesse

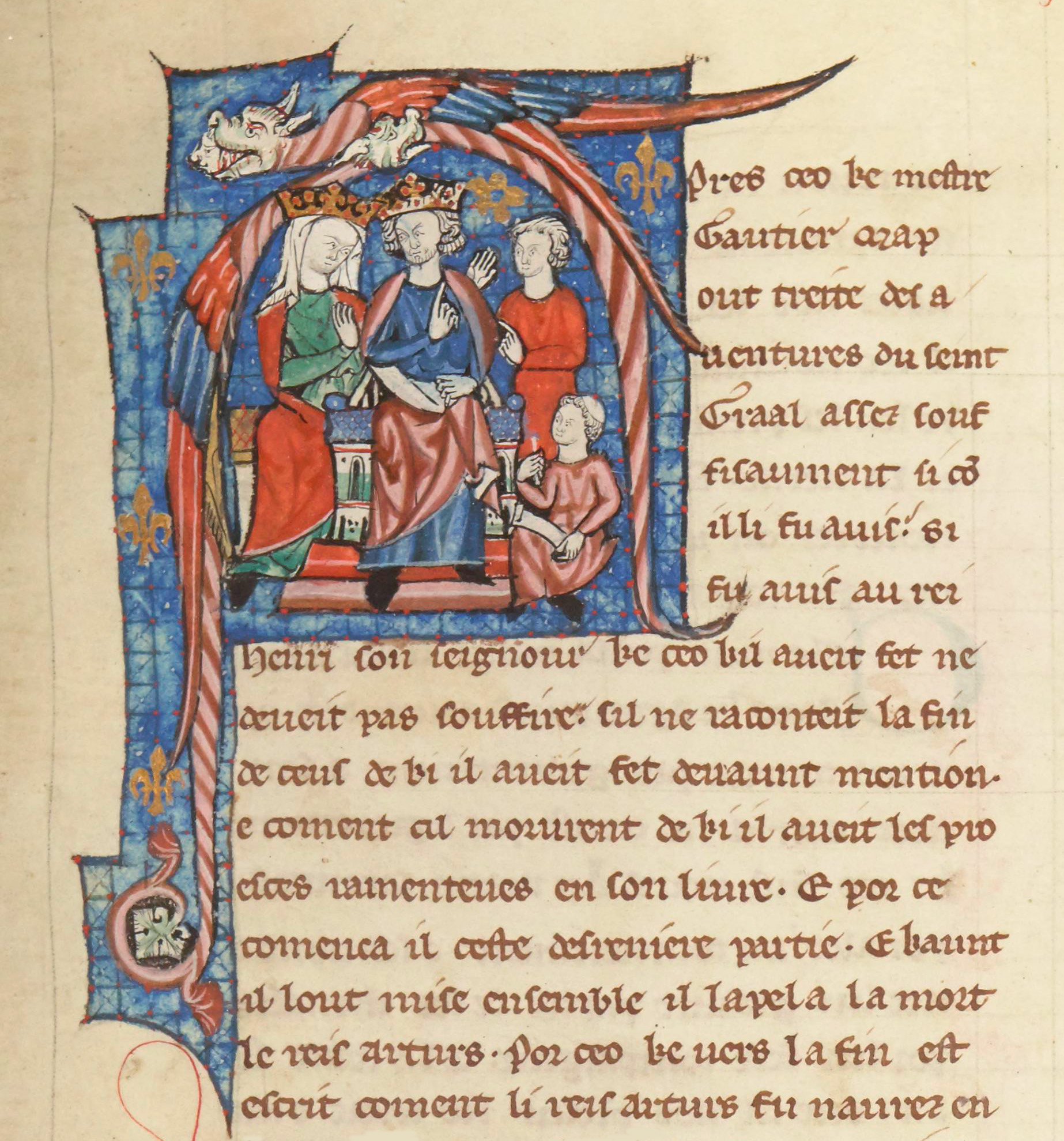
Henri II (roi d'Angleterre) et Aliénor d'Aquitaine.
Lettrine du Lancelot-Graal, vers 1301-1400, BnF, département des Manuscrits, ms. Français 123,.

Durant la jeunesse de Jean, Henri II tenta de résoudre la question de sa succession. Henri le Jeune avait été couronné roi d'Angleterre associé en 1170 mais ne reçut aucun pouvoir réel. Il était prévu qu'il hérite de la Normandie et de l'Anjou en plus de l'Angleterre tandis que ses frères Richard et Geoffroy II devaient respectivement obtenir l'Aquitaine et la Bretagne,. À ce moment, il était peu probable que Jean obtienne un quelconque territoire et il fut pour plaisanter surnommé Lackland (« sans Terre ») par son père.
Henri II voulait sécuriser les frontières orientales de l'Aquitaine et il décida de fiancer son plus jeune fils à Alix, la fille et héritière du comte Humbert III de Savoie. D'après les termes du contrat de mariage, Jean devait hériter de la Savoie, du Piémont, de la Maurienne et des autres possessions de son futur beau-père. De son côté, le roi anglais céda la possession des châteaux de Chinon, mais aussi de Loudun et de Mirebeau, enclaves angevines en Poitou, à Jean, même s'il continuait à les contrôler en réalité étant donné que son fils n'avait que cinq ans. Cette décision fut peu appréciée d'Henri le Jeune qui considérait qu'il s'agissait de son futur héritage. Alix traversa les Alpes pour rejoindre la cour d'Henri II mais elle mourut avant d'épouser Jean qui redevint « sans Terre ».
De plus en plus mécontent des décisions de son père, Henri le Jeune se rendit à Paris et s'allia au roi Louis VII de France. Irritée par les nombreuses interférences de son époux en Aquitaine, Aliénor encouragea Richard et Geoffroy à rejoindre leur frère à Paris. Henri II triompha rapidement de la révolte de ses fils mais fut généreux dans l'accord de paix signé à Montlouis. Henri le Jeune fut autorisé à voyager librement en Europe avec sa suite de chevaliers, Richard récupéra l'Aquitaine et Geoffroy fut autorisé à rentrer en Bretagne ; seule Aliénor fut emprisonnée pour son rôle dans le soulèvement.
Jean avait accompagné son père durant le conflit et reçut de nombreux territoires par le traité de Montlouis ; à partir de ce moment, beaucoup d'observateurs le considéraient comme le fils préféré du roi même s'il était le plus éloigné dans l'ordre de succession. Henri II continua à acquérir de nouvelles terres pour son fils, essentiellement aux dépens de la noblesse. En 1175, il s'appropria les possessions du feu comte Réginald de Dunstanville et l'année suivante, il déshérita les sœurs d'Isabelle de Gloucester, un acte contraire à la coutume, et fiança Jean à cette dernière. En 1177, le roi limogea William FitzAldelm de ses fonctions de seigneur d'Irlande et le remplaça par Jean alors âgé de dix ans.

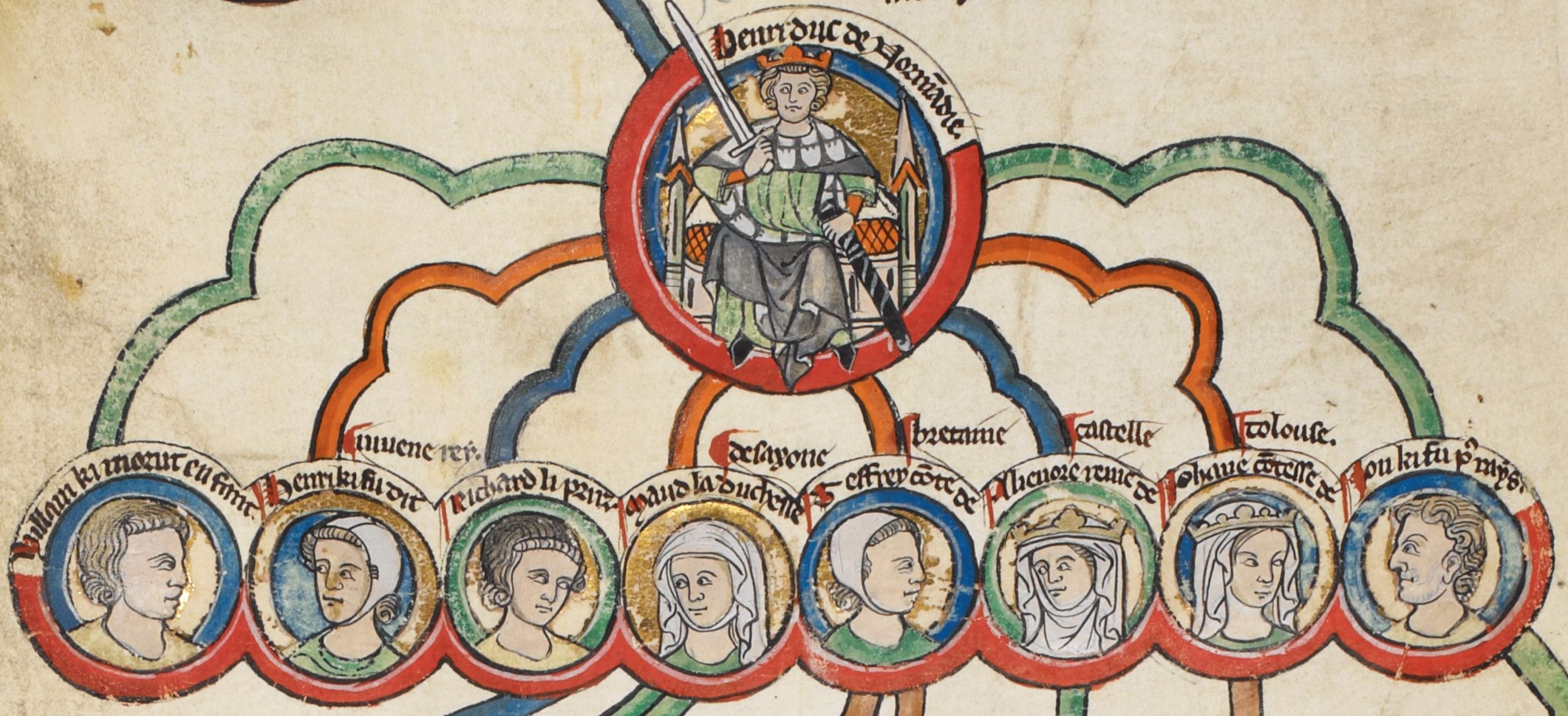
Enluminure du XIIIe siècle sur la descendance d' avec de gauche à droite : Guillaume, Henri, Richard, Mathilde, Geoffrey, Aliénor, Jeanne et Jean.

Henri le Jeune affronta brièvement son frère Richard en 1183 sur la question du statut de l'Angleterre, de la Normandie et de l'Aquitaine. Henri II appuya Richard, et Henri le Jeune mourut de la dysenterie à la fin de la campagne. Le prince héritier étant mort, le roi modifia ses plans pour sa succession. Richard devait devenir roi d'Angleterre même s'il n'aurait aucun pouvoir avant la mort de son père ; Geoffroy conserverait la Bretagne et Jean deviendrait duc d'Aquitaine à la place de Richard. Ce dernier refusa d'abandonner l'Aquitaine et Henri II, furieux, ordonna à ses deux autres fils de marcher vers le sud pour reprendre le duché par la force. Les deux frères, Geoffroy et Jean, assiégèrent Poitiers et Richard répondit en attaquant la Bretagne. La guerre se termina par un retour au statu quo et une difficile réconciliation familiale à la fin de l'année 1184.
En 1185, Jean se rendit pour la première fois en Irlande avec 300 chevaliers et un groupe d'administrateurs mais son séjour fut calamiteux. Henri II essaya de proclamer officiellement Jean roi d'Irlande mais le pape Lucius III s'y opposa. L'île avait récemment été conquise par les forces anglo-normandes et les tensions étaient fortes entre les colons et les habitants traditionnels. En plus d'offenser les souverains locaux en se moquant de leurs longues barbes, Jean ne parvint pas à se faire des alliés chez les colons anglo-normands et fut bousculé par les attaques irlandaises. Il retourna en Angleterre à la fin de l'année 1185 et blâma le vice-roi Hugues de Lacy pour le fiasco.
Alors que les relations au sein de la famille royale continuaient à se détériorer, Geoffroy mourut lors d'un tournoi en 1186. Le duché de Bretagne fut transmis à son fils Arthur et non à Jean mais la mort de Geoffroy rapprochait ce dernier du trône d'Angleterre. La succession d'Henri II était toujours aussi incertaine car Richard désirait rejoindre les croisades et il n'était pas exclu qu'en son absence, le roi nomme Jean comme son successeur,.
Richard entama des négociations en vue d'une potentielle alliance avec le roi Philippe II de France en 1187 et l'année suivante, il promit de rendre hommage au roi de France en échange de son soutien lors d'une guerre avec son père. Au terme de ce conflit en 1189, Richard fut confirmé en tant que futur roi d'Angleterre. Jean était initialement resté loyal à son père mais il changea de camp lorsqu'il devint clair que Richard allait gagner. Henri II mourut peu après.

## Règne deRichardIer(1189-1199)

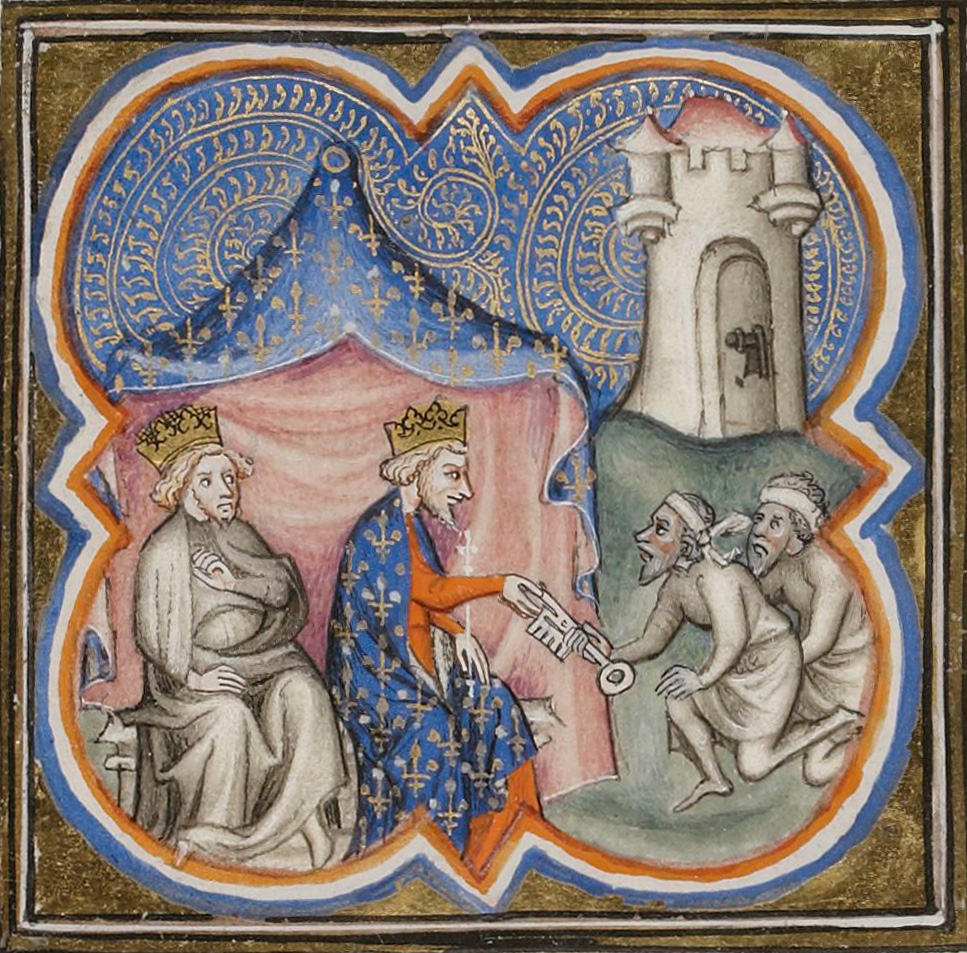
Richard Ier (à gauche) et recevant les clés d'Acre durant la troisième croisade.

Lorsque le frère aîné de Jean devint roi sous le nom de Richard Ier en septembre 1189, il avait déjà annoncé son intention de participer à la troisième croisade. Il rassembla les fonds nécessaires à cette expédition en vendant des terres, des titres et des offices et tenta de s'assurer qu'il n'y aurait pas de révolte en son absence. Jean fut fait comte de Mortain, épousa la riche Isabelle de Gloucester et reçut des terres dans le Lancashire, les Cornouailles, le Devon, le Dorset et le Somerset afin d'obtenir sa loyauté. Richard Ier conserva néanmoins le contrôle des principaux châteaux de ces comtés pour l'empêcher d'acquérir trop de pouvoir et il désigna Arthur Ier de Bretagne, alors âgé de quatre ans, comme son héritier au trône,. En retour, Jean promit de ne pas se rendre en Angleterre pendant les trois années suivantes, ce qui devait permettre à Richard de mener une croisade victorieuse et de rentrer du Levant sans craindre une prise de pouvoir par son frère. Le roi confia les pleins pouvoirs à sa mère Aliénor, en tant que régente, et lui adjoignit, pour la seconder en Angleterre,, deux grands justiciers (ou vice-rois), l'évêque de Durham Hugues du Puiset (fils d'Hugues) et Guillaume de Mandeville, et il nomma chancelier l'évêque d'Ely, Guillaume de Longchamp. Mandeville mourut rapidement et Longchamp partagea la fonction de grand justicier avec Hugues du Puiset. Dans le même temps, Aliénor convainquit Richard de laisser son frère revenir en Angleterre en son absence, ce qui eut par la suite des conséquences désastreuses,.
La situation politique en Angleterre se détériora rapidement car Longchamp refusa de travailler avec du Puiset et s'attira les foudres de la noblesse et du clergé. Jean profita de cette impopularité pour se présenter comme une alternative et était ravi de se voir présenter comme un potentiel régent voire comme le futur roi. Un affrontement ouvert opposa les deux hommes mais il tourna rapidement à l'avantage de Jean qui parvint à isoler Longchamp dans la tour de Londres en octobre 1191. Au même moment, l'archevêque de Rouen Gautier de Coutances arriva en Angleterre après avoir été envoyé par Richard pour ramener l'ordre. Longchamp fut condamné pour son comportement autocratique et exilé en France mais la position de Jean fut affaiblie par la relative popularité de l'archevêque et l'annonce du mariage de Richard Ier avec Bérengère de Navarre sur l'île de Chypre qui annonçait la possibilité que le roi aurait des héritiers.

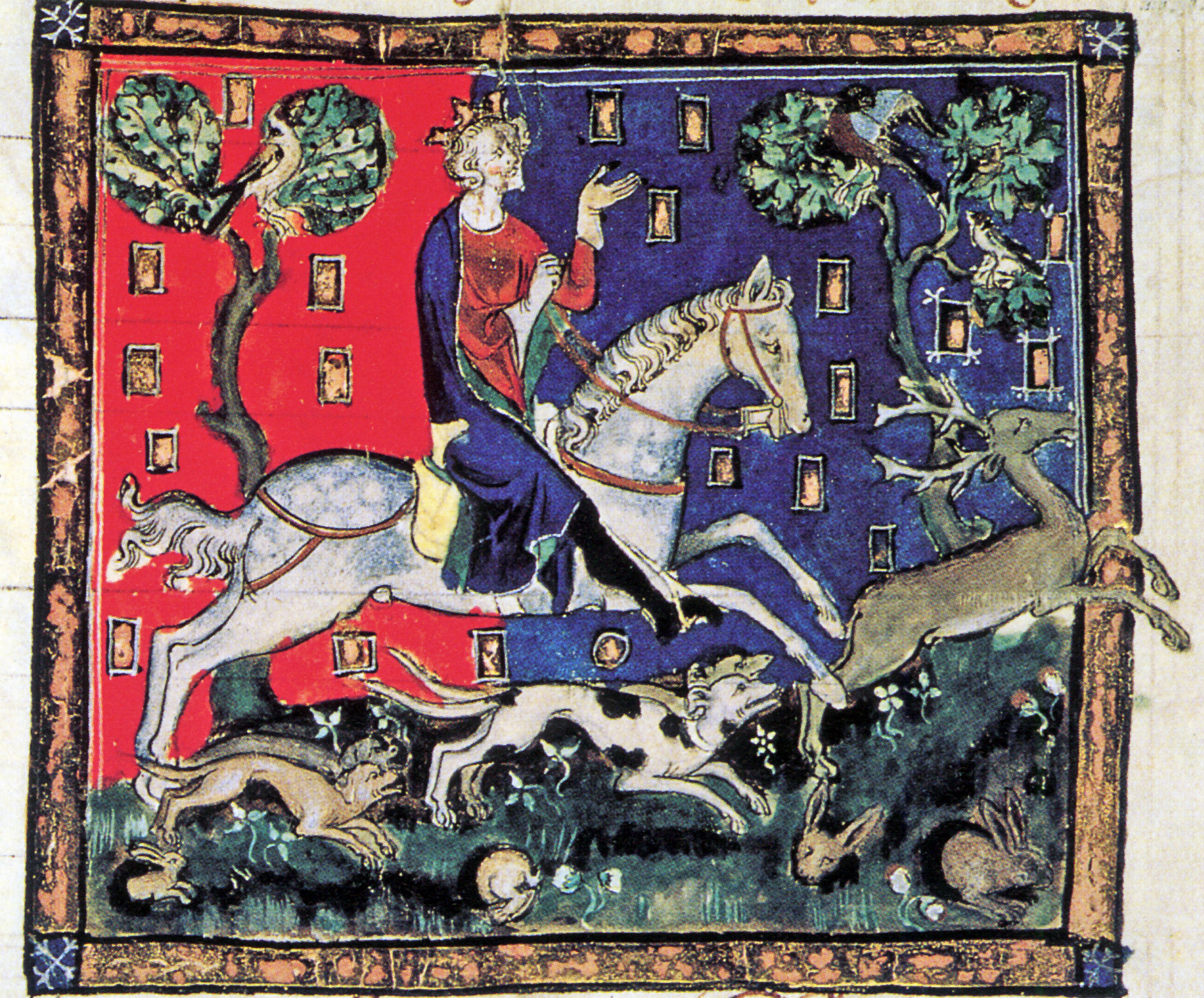
Jean lors d'une chasse au cerf.

Le désordre politique persistant, Jean chercha à se rapprocher du roi Philippe II de France qui venait tout juste de revenir de la croisade ; il espérait ainsi récupérer la Normandie, l'Anjou et les territoires français de son frère mais il fut persuadé par sa mère ne pas chercher une alliance contre Richard Ier. Comme ce dernier n'était toujours pas revenu de la croisade, Jean commença à affirmer que son frère était mort ou avait disparu. Il avait en réalité été fait prisonnier en octobre 1192 par le duc Léopold V d'Autriche qui l'avait remis à l'empereur Henri VI, et ce dernier exigea le paiement d'une rançon. Jean saisit l'occasion et se rendit à Paris pour s'allier à Philippe II. Il accepta de quitter Isabelle de Gloucester et d'épouser Adèle, la sœur du roi de France, en échange de son soutien. Des combats éclatèrent rapidement en Angleterre entre les partisans de Jean et ceux restés loyaux à Richard Ier. Sa position militaire était délicate et il accepta une trêve ; au début de l'année 1194, le roi rentra finalement en Angleterre et les dernières forces de Jean se rendirent. Il se replia en Normandie mais fut rattrapé par son frère à la fin de l'année. Le souverain déclara que Jean, malgré ses 27 ans, n'était « qu'un enfant qui avait eu des conseillers malveillants » et il lui pardonna ; il le priva néanmoins de toutes ses terres à l'exception de l'Irlande.
Jusqu'à la fin du règne de Richard Ier, Jean le soutint, apparemment loyalement, sur le continent. Le souverain chercha à reconquérir les forteresses que Philippe II avait conquises alors qu'il était en croisade et il s'allia avec les nobles de Flandre et de l'Empire pour combattre les Français sur deux fronts. En 1195, Jean commanda un siège victorieux contre le château d'Évreux et défendit par la suite la Normandie contre les attaques de Philippe II. L'année suivante, il s'empara de Gamaches et mena une chevauchée vers Paris qui permit la capture de l'évêque de Beauvais. En récompense de ses services, Richard Ier abandonna sa malevontia (« rancœur ») contre Jean et lui rendit ses titres de comte de Gloucester et de Mortain.

## Début de règne (1199-1204)

### Accession au trône
Après la mort de Richard Ier, le 6 avril 1199, il y avait deux successeurs potentiels au trône Plantagenêt : Jean, dont les revendications étaient liées au fait qu'il était le dernier fils en vie d'Henri II ; et Arthur de Bretagne, en tant que fils de Geoffroy, le frère aîné de Jean. Le défunt roi semblait avoir commencé à considérer Jean comme son héritier légitime peu avant sa mort mais cela n'était pas sans équivoques et la loi médiévale ne permettait pas de résoudre le problème,. La situation dégénéra rapidement car Jean était soutenu par la noblesse anglaise et normande et fut couronné à Westminster avec l'appui de sa mère Aliénor tandis qu'Arthur avait le soutien des barons bretons, angevins et de Philippe II,. L'armée d'Arthur remontant le val de Loire vers Angers et celles de Philippe II le descendant vers Tours, l'empire continental de Jean risquait d'être coupé en deux.
La Normandie comptait peu de défenses naturelles mais elles étaient solidement renforcées par de puissantes fortifications comme le Château-Gaillard,. Il était difficile pour un assaillant d'avancer loin en territoire ennemi sans avoir pris le contrôle de ces places-fortes situées en des points stratégiques le long des voies de communication et de ravitaillement. Les armées de l'époque étaient composées de troupes féodales ou de mercenaires. Les premières pouvaient être levées pour une période donnée avant d'être libérées, ce qui causait la fin de la campagne ; les secondes, parfois appelées brabançons d'après le duché de Brabant mais issues de toute l'Europe, pouvaient opérer toute l'année mais leur professionnalisme était compensé par leur coût supérieur aux levées féodales. En conséquence, les commandants de la période s'appuyaient de plus en plus sur les troupes de mercenaires.
Après son couronnement, Jean se rendit en France et adopta une stratégie défensive le long des frontières normandes, mais les deux camps négocièrent avant la reprise des combats. La position de Jean était alors plus forte car les comtes Baudouin VI de Flandre et Renaud de Boulogne avaient renouvelé leurs alliances anti-françaises. Le puissant baron angevin Guillaume des Roches fut persuadé de changer d'alliance en faveur de Jean et la situation semblait basculer en défaveur d'Arthur et de Philippe II. Personne ne souhaitait cependant poursuivre les combats et les deux souverains se rencontrèrent en janvier 1200 pour négocier une trêve. Du point de vue de Jean, cela représentait une occasion pour stabiliser ses possessions continentales et créer une paix durable avec la France. Par le traité du Goulet de mai 1200, Philippe II reconnaissait Jean comme l'héritier légitime de Richard Ier pour ses possessions françaises et ce dernier abandonnait sa stratégie d'endiguement de la France via des alliances avec la Flandre et Boulogne et acceptait le roi français comme son suzerain pour ses territoires continentaux,. La politique de Jean lui valut le surnom de « Jean l'Épée molle » de la part de certains chroniqueurs en contraste avec celle plus agressive de Richard Ier.

### Paix du Goulet

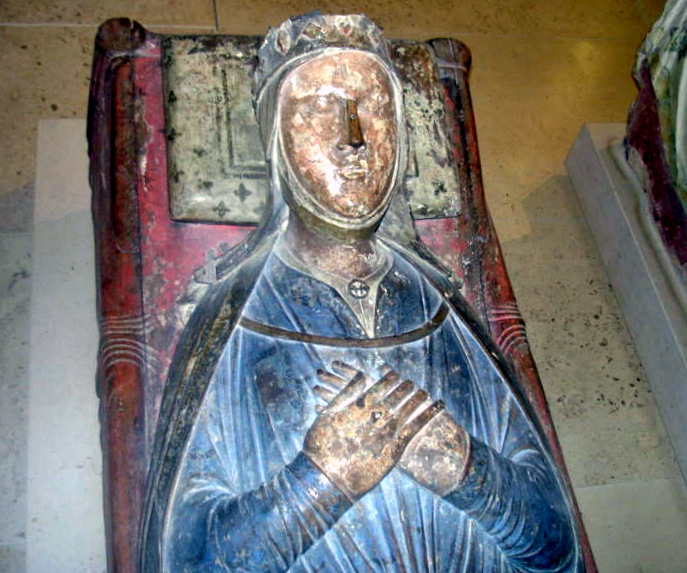
Gisant d'Isabelle d'Angoulême à l'abbaye Notre-Dame de Fontevraud.

La nouvelle paix ne dura que deux ans et les combats reprirent en raison de la décision de Jean d'épouser Isabelle d'Angoulême en août 1200. Pour se remarier, il devait d'abord abandonner Isabelle de Gloucester ; pour cela, il avança que leur union était nulle car elle était sa cousine et il n'avait pas obtenu de dispense pontificale pour l'épouser. Les raisons pour lesquelles Jean voulut épouser Isabelle d'Angoulême sont peu claires. Les chroniqueurs contemporains ont avancé qu'il en était tombé fou amoureux mais il est vrai que les terres de sa future épouse étaient stratégiques ; en contrôlant la région d'Angoulême, Jean obtenait une voie terrestre entre le Poitou et la Gascogne et renforçait son emprise sur l'Aquitaine,.
Isabelle était cependant déjà fiancée à Hugues IX le Brun, comte de la Marche, membre influent d'une puissante famille du Poitou, la Maison de Lusignan, et frère du comte d'Eu Raoul Ier d'Exoudun qui possédait des terres dans le Poitou et en Angleterre, et le long de la frontière sensible entre la Normandie et la France. Si l'union était à l'avantage de Jean, elle menaçait les intérêts des Lusignan qui contrôlaient les routes commerciales et militaires en Aquitaine. Plutôt que de négocier une forme d'indemnisation, Jean traita Hugues IX « avec mépris » ; cela entraîna un soulèvement des Lusignan qui fut rapidement écrasé par Jean qui intervint également contre Raoul en Normandie.
Même si Jean était comte de Poitou et donc le suzerain des Lusignan, ces derniers pouvaient se plaindre de ses actions à son propre suzerain, Philippe II. Hugues IX fit exactement cela en 1201 et le roi de France convoqua Jean à Paris en 1202 en citant le traité du Goulet pour appuyer sa demande. Le roi d'Angleterre ne souhaitait pas affaiblir son autorité dans l'Ouest de la France en acceptant et il répondit qu'il ne pouvait accepter, en raison de son statut de duc de Normandie que la tradition féodale exemptait de devoir se présenter à la cour de France, il argua d'une coutume selon laquelle, il conservait le privilège de ne rencontrer le roi qu'en « marche », sur la frontière. Philippe II avança qu'il le convoquait non pas en tant que duc de Normandie mais comme comte de Poitou et comme duc d'Aquitaine, et à la suite d'un nouveau refus, il déclara que Jean ne respectait pas ses responsabilités de vassal. Confisquant l'ensemble des possessions continentales de Jean par jugement, le 28 avril 1202, il les attribua toutes à Arthur de Bretagne, à l'exception de la Normandie qu'il prit pour lui, et se lança dans une nouvelle guerre.

### Perte de la Normandie continentale

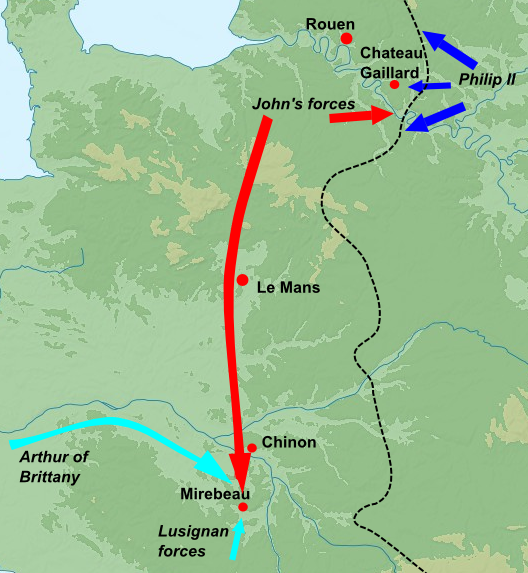
Carte de la campagne de Jean en 1202 qui culmina avec sa victoire à Mirebeau ; les flèches rouges indiquent les mouvements des forces de Jean et les bleues celles de Philippe II.

Jean adopta initialement une stratégie défensive similaire à celle de 1199 en évitant les batailles rangées et en défendant ses forteresses. Philippe II Auguste fit néanmoins des progrès à l'est tandis que Jean apprit en juillet que les forces d'Arthur menaçaient sa mère Aliénor qui se trouvait au château de Mirebeau. Accompagné de Guillaume des Roches, son sénéchal en Anjou, il envoya ses mercenaires pour la secourir. Ses forces prirent Arthur par surprise et ce dernier ainsi que de nombreux commandants rebelles furent faits prisonniers. Son flanc sud affaibli, Philippe II fut contraint de se retirer et de se redéployer dans le val de Loire.
La victoire de Mirebeau renforça grandement la position de Jean en France mais il la gaspilla par son traitement incorrect des prisonniers et de Guillaume des Roches. Ce dernier était un puissant noble angevin mais le roi anglais ignorait fréquemment ses avis tandis que les chefs rebelles capturés furent détenus dans des conditions telles que 22 moururent. À une époque où les nobles d'une même région entretenaient d'étroites relations familiales, ce traitement de leurs proches était inacceptable ; Guillaume des Roches et plusieurs alliés de Jean en France rallièrent Philippe II tandis que la Bretagne se souleva. Cela fit basculer l'équilibre des forces car le roi de France disposait à présent d'un avantage considérable en termes de soldats et de ressources,,,.
D'autres défections dans le camp de Jean en 1203 réduisirent à nouveau sa capacité à combattre et il demanda sans succès au pape Innocent III d'intervenir. Il semble qu'il ait alors décidé de faire assassiner Arthur pour éliminer un potentiel rival et saper l'insurrection bretonne. Arthur avait initialement été détenu à Falaise avant d'être emmené à Rouen. Son destin après cela est inconnu mais les historiens modernes considèrent qu'il fut tué par Jean. Les annales de l'abbaye Margan indiquent que « Jean avait capturé Arthur et l'avait gardé en prison pendant quelque temps dans le château de Rouen… Alors que Jean était ivre, il a occis Arthur de ses propres mains et a accroché une lourde pierre à son corps avant de le jeter dans la Seine, ». Les rumeurs sur les circonstances de la mort d'Arthur affaiblirent encore le soutien dont disposait Jean dans la région.

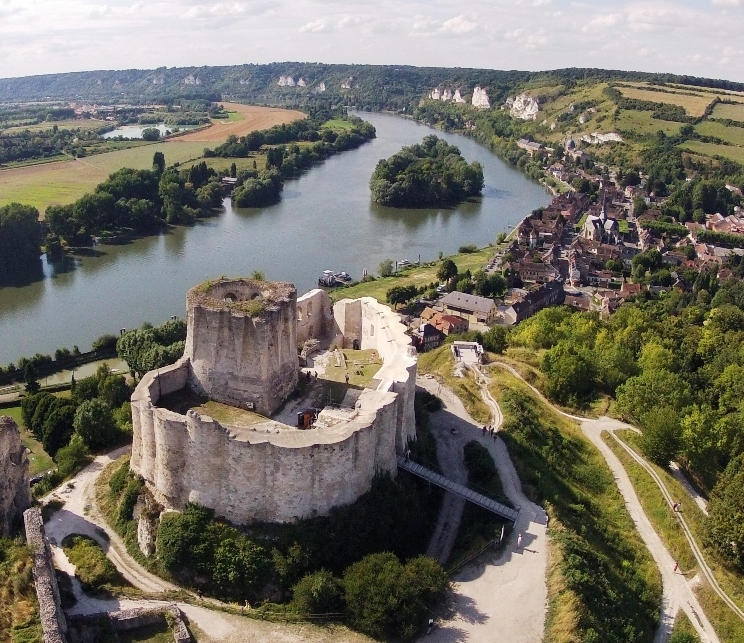
La perte de Château Gaillard porta un coup dévastateur à la position militaire de Jean sur le continent.

À la fin de l'année 1203, Jean tenta de secourir Château-Gaillard, assiégé par Philippe II via une opération impliquant des forces terrestres et navales ; les historiens considèrent qu'il s'agissait d'une manœuvre innovante mais trop complexe pour les possibilités de l'époque. Les forces françaises repoussèrent l'assaut et Jean se tourna vers la Bretagne pour tenter de réduire la pression à l'est de la Normandie. Il ravagea le territoire mais cela n'eut pas d'effet sur le déroulement de la campagne. Les historiens sont en désaccord sur les qualités militaires démontrées par Jean durant la campagne mais les études les plus récentes tendent à les considérer comme médiocres,.
La situation de Jean commença à se détériorer rapidement. Philippe Auguste contrôlait de plus en plus de territoires dans l'Est de la Normandie tandis que les défenses anglaises en Anjou avait été affaiblies par la cession par Richard Ier de forteresses stratégiques. Le soutien des nobles locaux fut encore réduit par le déploiement de troupes de mercenaires qui se livrèrent à de nombreux pillages dans la région. Jean retraversa la Manche en décembre après avoir ordonné l'établissement d'une nouvelle ligne défensive à l'ouest de Château-Gaillard. En mars 1204, la forteresse tomba et la mère de Jean mourut le mois suivant. La perte d'Aliénor ne fut pas seulement une tragédie personnelle pour Jean, car elle menaçait également de ruiner le fragile réseau d'alliances établi dans le sud de la France. Philippe II contourna la nouvelle ligne défensive par le sud et envahit le cœur du duché de Normandie avant de se tourner vers l'Anjou et le Poitou où il ne rencontra qu'une faible résistance. En août, Jean ne contrôlait plus en France que le duché d'Aquitaine.

## Politique intérieure

### Manière de gouverner

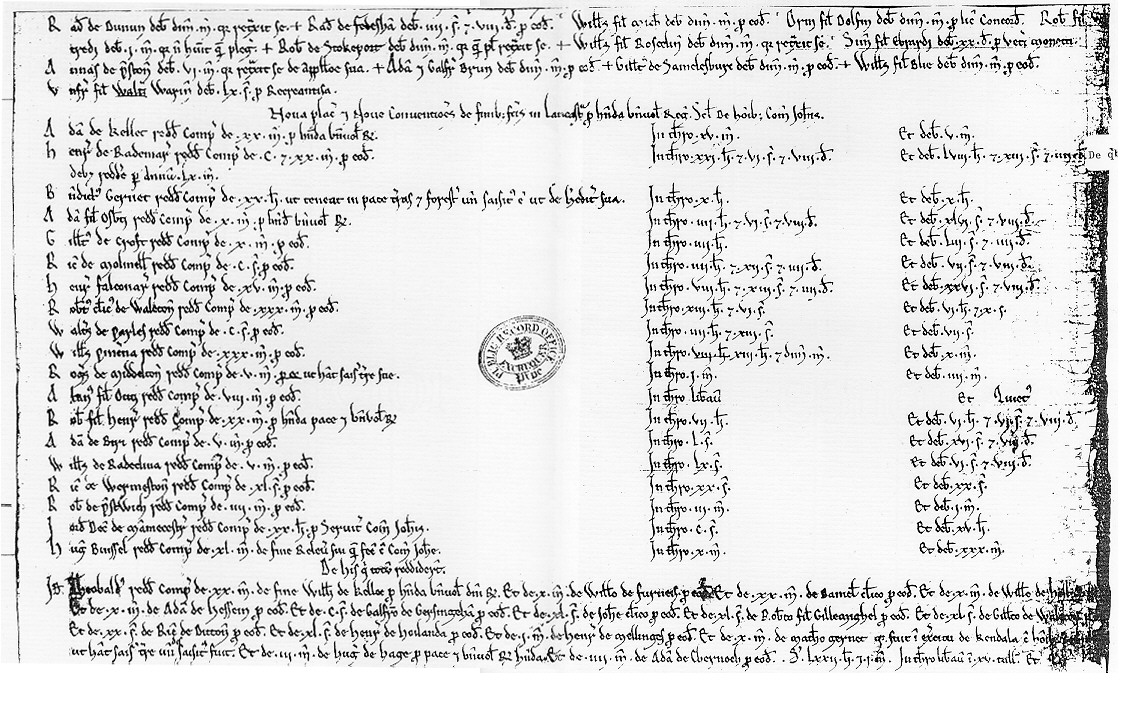
Exemplaire d'un ' datant de 1194. Ces documents fiscaux royaux furent l'une des conséquences de la croissance de la bureaucratie au début du XIIIe siècle.

La forme de gouvernement en vigueur dans l'empire Plantagenêt est mal connue. Les prédécesseurs de Jean avaient gouverné selon le principe vis et voluntas (« force et volonté »), en prenant des décisions, parfois arbitraires, qui étaient souvent justifiées par le fait que le roi était au-dessus des lois. Henri II et Richard Ier avaient tous deux avancé que les rois étaient de droit divin et Jean continua sur cette voie. Cette idée n'était pas partagée par tous les contemporains et beaucoup d'auteurs estimaient que le roi devait gouverner en accord avec les lois et les coutumes et devait respecter les avis des principaux nobles du royaume. Rien n'était cependant prévu si le roi refusait de faire ainsi. Même s'il revendiquait être la seule autorité en Angleterre, Jean chercha parfois à justifier ses actions en avançant qu'il avait pris conseil auprès des barons. Les historiens modernes sont divisés sur la question de savoir si Jean souffrait d'une sorte de « schizophrénie royale » ou si ses actions reflétaient la nature complexe de la monarchie Plantagenêt du début du XIIIe siècle,.
Jean hérita en Angleterre d'une administration complexe composée de plusieurs offices : la Chancellerie (en) conservait les documents écrits et les correspondances ; le Trésor et l'Échiquier étaient respectivement chargés de la gestion des recettes et des dépenses du royaume tandis que des juges rendaient la justice dans tout le pays. Sous l'impulsion d'hommes comme Hubert Walter, cette évolution vers la conservation des documents royaux se renforça durant son règne. Comme ses prédécesseurs, Jean gouvernait une cour itinérante et s'occupait des questions locales et nationales durant ses déplacements dans le royaume. En se montrant très actif dans le gouvernement de l'Angleterre, Jean suivait la tradition d'Henri Ier et d'Henri II. Cependant, la croissance de la bureaucratie au XIIIe siècle rendit très difficile ce type de gestion car le souverain n'était plus capable de suivre tout ce que faisait son administration. Jean resta en Angleterre pendant de plus longues périodes que ses prédécesseurs et il s'impliqua donc plus dans la gestion de régions auparavant ignorées comme le nord de l'Angleterre,.
Jean s'intéressa particulièrement aux questions judiciaires. Henri II avait introduit de nouvelles procédures comme les assizes de novel disseisin et de mort d'ancestor qui élargissaient et renforçaient le rôle des tribunaux royaux dans les affaires locales qui étaient auparavant traitées uniquement par les cours ou les seigneurs locaux. Jean accrut le professionnalisme des juges et des baillis, et s'efforça de garantir le bon fonctionnement du système en intervenant parfois lui-même dans les affaires judiciaires. L'historien Lewis Warren estime que Jean exerça « son devoir royal de rendre la justice… avec un zèle et un acharnement pour lesquels la loi anglaise est grandement redevable ». D'autres spécialistes ont néanmoins avancé que le souverain était plus motivé par la perspective d'obtenir de l'argent via les amendes que par le désir de rendre la justice ; le système judiciaire s'appliquait également uniquement aux hommes libres et non pas à l'ensemble de la population, notamment les serfs. Ces évolutions étaient néanmoins populaires chez les paysans aisés qui pouvaient faire appel à un système judiciaire plus fiable mais elles mécontentaient les barons qui n'avaient plus la possibilité d'influer sur les affaires locales et restaient soumis à l'arbitraire de la justice royale.

### Économie

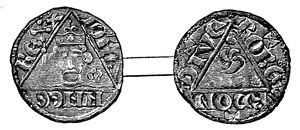
Un pennys
portant l'effigie de Jean et qui fut frappé à Dublin.

L'un des principaux défis de Jean était de trouver les ressources nécessaires pour financer les expéditions destinées à reconquérir la Normandie. Les souverains Plantagenêt disposaient de trois sources de revenus : ceux issus de leurs domaines fonciers ou demesne ; les tributs venant de leurs vassaux ; et les recettes issues des taxes et impôts. Les revenus des domaines royaux étaient relativement figés car dépendants de la productivité des terres et avaient lentement diminué depuis la conquête normande au XIe siècle. La situation fut compliquée par la vente de nombreuses possessions royales par Richard Ier en 1189 tandis que les taxes et impôts ne représentaient qu'une faible part dans les revenus du Trésor. Les rois anglais disposaient de nombreux droits féodaux qu'ils pouvaient utiliser pour accroître leurs revenus, comme l'écuage qui permettait aux nobles de ne pas participer aux campagnes militaires de leur suzerain en échange du paiement d'une indemnité. Par ailleurs, le roi pouvait tirer des revenus des amendes, de pénalités diverses ou de la vente de chartes et d'autres privilèges. Jean s'efforça d'accroître toutes ses sources de revenus au point qu'il fut décrit comme « avare, pingre, radin et obsédé par l'argent ». Il utilisa également ce besoin d'argent à des fins politiques pour renforcer son contrôle sur les barons. Les dettes que ces derniers avaient contractées auprès de la Couronne pouvaient être annulées s'ils le soutenaient tandis que les demandes de remboursement pouvaient être fermement exigées dans le cas de ses opposants.
Les efforts du souverain pour accroître ses revenus débouchèrent sur une série de réformes innovantes mais très impopulaires. Jean leva onze fois l'écuage durant ses 17 ans de règne, autant que ses trois prédécesseurs rassemblés. Dans de nombreux cas, cela avait été réalisé en l'absence de toute campagne militaire, ce qui dénaturait l'idée originelle selon laquelle l'écuage était une alternative au service militaire. Il poussa également à l'extrême son droit de demander des droits de succession à la mort d'un noble, en exigeant des sommes exorbitantes, bien au-delà des capacités de paiement des barons. Jean réitéra la fructueuse vente des fonctions de shérif de 1194 mais les nouveaux officiers remboursèrent leur investissement en augmentant les amendes et les pénalités, notamment dans les régions forestières. Une autre innovation de Richard Ier, une taxe sur les veuves voulant rester célibataires, fut accrue par Jean et il continua à vendre des chartes pour la création de nouvelles villes comme Liverpool ou de nouveaux marchés en Gascogne,,. Le roi introduisit de nouvelles taxes et en augmenta d'autres. Les juifs étaient déjà lourdement taxés en échange de la protection royale contre les persécutions mais leur imposition fut encore accrue ; la communauté dut payer 44 000 livres pour la taille de 1210 dont la plus grande partie alla entre les mains des débiteurs chrétiens des préteurs juifs,. Jean instaura en 1207 une taxe sur le revenu similaire à l'impôt sur le revenu moderne qui rapporta 60 000 livres dans les coffres de la Couronne ainsi que de nouveaux droits de douane. En plus de rapporter des sommes colossales, ces taxations avaient également l'avantage de permettre à Jean de confisquer les terres des barons qui ne pouvaient ou refusaient de payer,.
Au début du règne de Jean, l'économie anglaise fut frappée par une série de mauvaises récoltes qui fit augmenter le prix des céréales et des animaux. Cela entraîna une inflation qui perdura jusqu'à la fin du XIIIe siècle et eut des conséquences à long terme sur le Royaume. La situation économique fut par ailleurs déstabilisée par des vagues déflationnistes provoquées par les campagnes militaires du roi. Il était en effet de coutume à l'époque que le roi collecte les taxes et les impôts en argent qui était ensuite frappé sous forme de nouvelles pièces ; ces dernières étaient alors stockées en tonneaux avant d'être envoyées dans les châteaux dans tout le pays pour payer les mercenaires et les coûts annexes. En prévision des campagnes en Normandie, Jean accumula d'immenses quantités d'argent qui n'étaient plus disponibles pour l'économie pendant des mois.

### Relations avec la noblesse

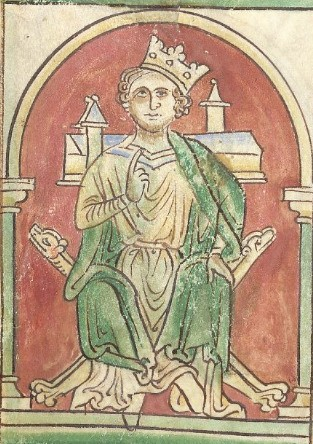
Enluminure de Matthieu Paris représentant le roi Jean dans son Historia Anglorum, vers 1250.

Jean était entouré par plusieurs groupes de courtisans. L'un d'eux était le familiares regis, composé de ses amis et des nobles qui l'accompagnaient dans ses déplacements dans son royaume. Ils jouaient également un rôle important dans l'organisation de ses campagnes militaires,. Un autre groupe était la curia regis regroupant les principaux membres de l'administration royale. Intégrer ce proche entourage permettait d'obtenir les faveurs du roi, d'épouser une riche héritière, d'obtenir gain de cause devant la justice ou de voir ses dettes effacées. À partir du règne d'Henri II, ces fonctions furent de plus en plus accordées à des « nouveaux hommes » n'appartenant pas à la haute noblesse. Cela s'intensifia durant le règne de Jean avec l'intégration de nombreux membres de la basse noblesse ou de la gentry, souvent originaires du continent ; beaucoup étaient des chefs mercenaires comme Foulques de Bréauté, Geard d'Athies, Engelard de Cigogné et Philip Marc (en) et se firent tristement connaître en Angleterre pour leur conduite. De nombreux barons percevaient cette cour royale comme, selon l'historien Ralph Turner, « une clique profitant des faveurs royales aux dépens des barons » et composée de membres sans envergure.
Ce mécontentement des barons fut exacerbé par la personnalité de Jean et la tradition Plantagenêt du ira et malevolentia (« colère et rancœur »). Sous Henri II, cette expression commença à être utilisée pour décrire le droit du roi à exprimer son mécontentent envers certains nobles ou ecclésiastiques qui perdaient ainsi le soutien de la Couronne,. L'une des victimes les plus célèbres de cette pratique fut Thomas Becket qui fut assassiné par des partisans du roi Henri II durant une dispute avec le souverain concernant les constitutions de Clarendon,. Associée à ses pouvoirs judiciaires et économiques, la menace de la colère royale renforçait encore la capacité de Jean à affaiblir ses vassaux.
Jean se méfiait fortement des barons, notamment les plus puissants qui pouvaient potentiellement menacer son autorité. Plusieurs d'entre eux furent la cible de sa malevolentia y compris Guillaume le Maréchal, un célèbre chevalier souvent présenté comme un modèle de loyauté. Il obligea notamment le puissant seigneur des Marches Guillaume de Briouze à payer 40 000 marcs (environ 26 666 livres de l'époque) et quand ce dernier refusa, il fit emprisonner son épouse, Maud de Briouze, et l'un de ses fils. Ces derniers moururent en détention tandis que de Briouze périt en exil en 1211, et ses petits-fils ne furent libérés qu'en 1218,. En raison de cette sévérité et de la méfiance de Jean, même ses plus fervents partisans entretenaient des relations difficiles avec le roi.

### Vie privée

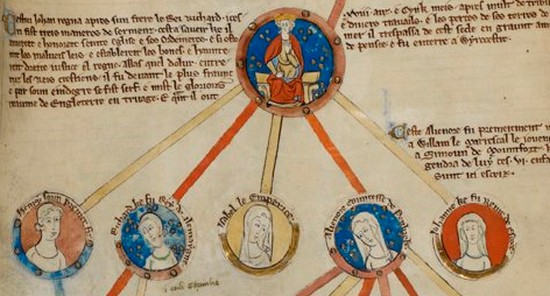
Enluminure du XIIIe siècle représentant Jean et ses enfants légitimes (de gauche à droite) : Henri, Richard, Isabelle, Aliénor et Jeanne.

La vie privée de Jean affecta largement son règne. Les chroniqueurs contemporains ont avancé qu'il était outrageusement débauché et impie. Il était habituel pour les rois et les nobles de l'époque d'avoir des maîtresses mais les chroniqueurs se lamentaient que celles de Jean étaient des femmes mariées, ce qui était jugé inacceptable. Il eut au moins cinq enfants avec des maîtresses durant son premier mariage avec Isabelle de Gloucester, et deux d'entre elles appartenaient à la noblesse,. Son comportement après l'annulation de son premier mariage est moins connu. Aucun enfant illégitime ne lui a été attribué et aucune preuve n'indique un possible adultère même si Jean eut certainement des relations avec les femmes de sa cour. Les historiens estiment que les accusations spécifiques lancées durant les révoltes des barons ont généralement été inventées pour justifier les soulèvements mais la plupart de ses contemporains semblaient déplorer le comportement sexuel du souverain,.
La nature de la relation de Jean avec sa seconde épouse Isabelle d'Angoulême est mal connue. Cette dernière était beaucoup plus jeune que lui et, si sa date de naissance exacte est inconnue, les historiens estiment qu'elle avait au maximum 15 ans et plus probablement 9 ou 12 ans au moment de leur mariage en 1200 à Angoulême,. Même selon les normes de l'époque, cela était très jeune. Jean n'accorda pas beaucoup d'argent à la suite d'Isabelle au point que l'historien Nicholas Vincent l'a décrit comme « franchement malveillant ». Vincent conclut que leur mariage ne fut pas particulièrement heureux mais d'autres aspects suggèrent une relation plus proche et positive. Les chroniqueurs écrivirent que Jean était « complètement fou » d'Isabelle et ils eurent cinq enfants,. L'historien William Chester Jordan estime qu'ils formèrent un « couple amical » et que leur mariage fut une réussite selon les normes de l'époque.
Le manque de dévotion religieuse de Jean avait été noté par ses contemporains et certains historiens ont avancé qu'il était impie voire athée, ce qui était extrêmement mal accepté à l'époque. Ses habitudes anti-religieuses furent largement documentées par les chroniqueurs comme son refus de faire la communion, ses remarques blasphématoires et ses plaisanteries sur la doctrine de l'Église, notamment sur l'improbabilité de la Résurrection. Ses contemporains notèrent également la faiblesse de ses donations aux œuvres caritatives de l'Église. L'historien Frank McLynn avance que la jeunesse de Jean à l'abbaye de Fontevraud et son haut niveau d'éducation sont peut-être à la source de son hostilité à la religion. D'autres historiens sont néanmoins plus prudents avec les documents de l'époque et notent que les chroniqueurs rapportèrent également son intérêt personnel pour la vie de saint Wulfstan de Worcester et son amitié avec plusieurs ecclésiastiques, dont notamment Hugues d'Avalon qui fut par la suite canonisé. Les documents sur les dépenses de la cour indiquent qu'elles suivaient normalement les fêtes religieuses même s'il est également fait mention des donations royales aux pauvres pour expier la conduite peu orthodoxe de Jean,.

## Fin de règne (1204-1214)

### Politique continentale
Jusqu'à la fin de son règne, Jean essaya de récupérer la Normandie mais il dut affronter de nombreuses difficultés. L'Angleterre devait être protégée contre une possible invasion française, les voies maritimes vers l'Aquitaine devaient être sécurisées à la suite de la perte des routes terrestres et le contrôle de la Gascogne devait être assuré malgré la mort d'Aliénor en 1204. Jean prévoyait d'utiliser le Poitou comme base d'opérations pour soutenir une offensive le long de la Loire et menacer Paris, ce qui immobiliserait les forces françaises et permettrait à une seconde force de débarquer en Normandie. Jean espérait par ailleurs obtenir l'entrée en guerre à ses côtés des voisins orientaux de la France comme la Flandre, ravivant ainsi la stratégie d'encerclement de Richard Ier. Tout cela allait cependant nécessiter beaucoup de soldats et d'argent.
Jean consacra une grande partie de l'année 1205 à protéger l'Angleterre d'une éventuelle attaque française. Sa première mesure fut de recréer les Assises de 1181 (en) d'Henri II par lesquelles chaque comté devait mobiliser des levées locales. Lorsque la menace d'invasion s'éloigna, Jean rassembla en Angleterre une grande armée devant être déployée dans le Poitou ainsi qu'une grande flotte sous son commandement pour attaquer la Normandie. Pour parvenir à ses fins, il réforma le système féodal de contribution militaire pour le rendre plus flexible ; seul un chevalier sur dix serait mobilisé mais il serait soutenu financièrement par les neuf autres et pourrait ainsi combattre indéfiniment. Jean développa également un corps professionnel d'arbalétriers et renforça les capacités de ses troupes à mener des sièges. Au niveau du commandement, le roi était épaulé par les barons les plus expérimentés tels que Guillaume de Longue-Épée, Guillaume le Maréchal, Roger de Lacy (en) et, jusqu'à ce qu'il perde les faveurs du roi en 1208, Guillaume de Briouze.
Jean avait déjà commencé à améliorer ses forces navales avant la perte de la Normandie continentale et la construction de nouveaux vaisseaux s'accéléra par la suite. Les navires étaient stationnés dans les Cinq-Ports dans le Kent mais le port de Portsmouth fut également agrandi. À la fin de l'année 1204, il disposait d'environ 50 grandes galères et une cinquantaine d'autres furent construites entre 1209 et 1212,. William de Wrotham (en) fut nommé « gardien des galères », faisant de lui le principal amiral du roi.

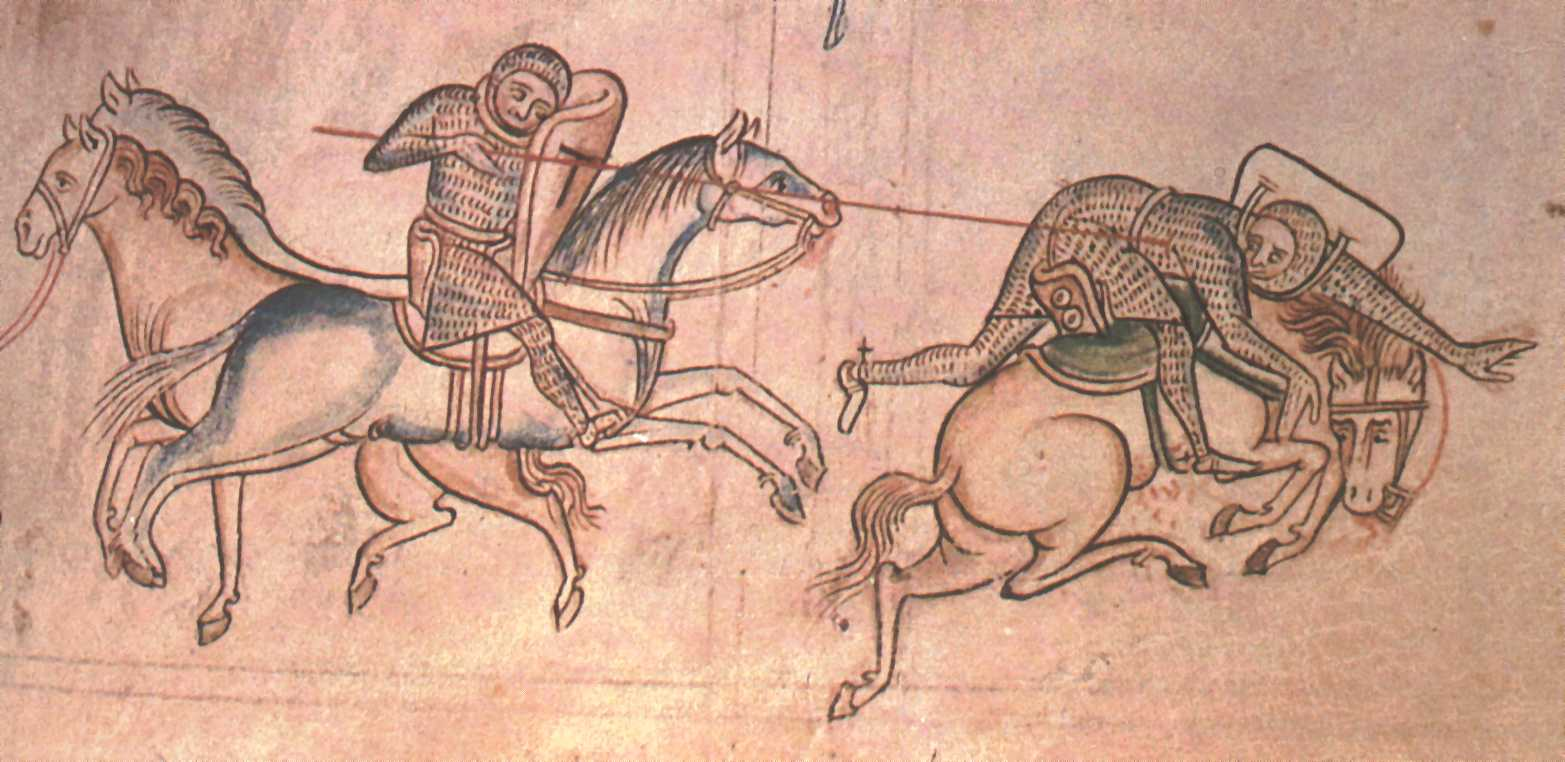
Enluminure de Matthieu Paris représentant Guillaume le Maréchal, l'un des principaux chefs militaires de Jean.

L'agitation des barons anglais empêcha le départ de l'expédition de 1205 et seule une faible force commandée par Guillaume de Longue-Épée fut déployée dans le Poitou. En 1206, Jean se rendit lui-même dans la région mais dut se rendre vers le sud pour repousser une attaque d'Alphonse VIII de Castille contre la Gascogne. Une fois ce dernier vaincu, il retourna vers le nord et s'empara de la ville d'Angers. Les contre-attaques de Philippe II furent peu fructueuses et les deux camps acceptèrent une trêve de deux ans à la fin de l'année.
Durant la trêve de 1206-1208, Jean chercha à améliorer sa position financière et militaire en vue d'une nouvelle tentative pour reprendre la Normandie. Il utilisa une partie de son argent pour financer de nouvelles alliances auprès des voisins orientaux de la France qui s'inquiétaient de la montée en puissance du pouvoir capétien. En 1212, une alliance fut signée avec Renaud de Dammartin qui contrôlait Boulogne, Ferrand de Flandre ainsi qu'Otton IV, un des candidats potentiels au titre d'empereur qui était également le neveu du roi anglais. Les plans d'invasion de 1212 furent repoussés en raison du mécontentement des barons anglais qui ne voulaient pas combattre dans le Poitou. Philippe II prit l'initiative l'année suivante en envoyant son fils Louis envahir les Flandres pour préparer une invasion de l'Angleterre. Jean fut contraint d'annuler son débarquement pour contrer cette menace et il envoya sa flotte pour attaquer les Français dans le port de Damme. Cela fut un succès et la destruction des navires de Philippe II éloigna la perspective d'une invasion du moins à court terme. Jean chercha à profiter de cette victoire en lançant la reconquête de la Normandie continentale à la fin de la 1213 mais l'agitation de la noblesse le contraignit une fois de plus à repousser l'attaque à l'année suivante.

### Écosse, Irlande et pays de Galles

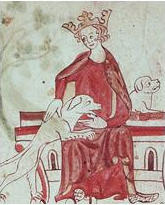
Jean avec deux chiens de chasse dans une enluminure du XIIIe siècle.

À la fin du XIIe siècle et au début du XIIIe siècle, le tracé de la frontière entre l'Angleterre et l'Écosse provoquait des frictions entre les deux royaumes car les rois écossais revendiquaient des territoires dans ce qui est aujourd'hui le Nord de l'Angleterre. Henri II avait obligé Guillaume Ier à le reconnaître comme suzerain par le traité de Falaise de 1174. Le texte avait été abrogé en 1189 par Richard Ier en échange d'une compensation financière mais les relations restèrent difficiles. Dès le début de son règne, Jean chercha à réaffirmer sa souveraineté sur les territoires disputés et il refusa les demandes de Guillaume Ier sur le comté de Northumbrie. En revanche, il n'intervint pas dans les affaires intérieures écossaises et se concentra sur ses problèmes en France,. Les relations entre les deux rois étaient initialement amicales et ils se rencontrèrent en 1206 et 1207 mais cela changea en 1209 quand des rumeurs indiquèrent que Guillaume Ier voulait s'allier avec Philippe II,. Jean envahit l'Écosse et contraignit son roi à signer le traité de Norham par lequel il payait un tribut de 10 000 livres,. Cela affaiblit considérablement l'autorité de Guillaume Ier dans son royaume et Jean dut intervenir militairement en 1212 pour le soutenir contre ses rivaux. Il ne fit cependant rien pour réaffirmer le traité de Falaise ; Guillaume Ier et son successeur Alexandre II ne considéraient ainsi pas Jean comme leur suzerain même s'il les soutenait comme tels.
Jean profita de son statut de seigneur d'Irlande pour obtenir les ressources nécessaires à sa guerre sur le continent. L'opposition entre les colons anglo-normands et les habitants historiques de l'île persista tout au long de son règne et il manipula les deux groupes pour accroître son pouvoir. En 1210, le roi écrasa une révolte des barons anglo-normands et il imposa une nouvelle charte exigeant le respect des lois anglaises en Irlande. Jean n'obligea pas les royaumes irlandais locaux à appliquer cette charte mais l'historien David Carpenter avance qu'il l'aurait fait si la révolte des barons n'avait pas eu lieu. Malgré cela, les tensions restèrent fortes entre les chefs locaux et le pouvoir central,.
La situation politique au pays de Galles était assez complexe car le territoire était divisé entre les seigneurs des Marches le long de la frontière, les possessions royales dans le Pembrokeshire et les nobles gallois relativement indépendants en Galles du Nord. Jean s'intéressa particulièrement à la région et il s'y rendit chaque année entre 1204 et 1211 ; il maria également sa fille illégitime Jeanne au prince gallois Llywelyn en 1204. Le roi renforça sa position dans la région par la force en contraignant les seigneurs des Marches et les nobles gallois à reconnaître son autorité. Ces actions étaient mal acceptées et en 1211, Llywelyn tenta d'exploiter l'instabilité provoquée par la chute de William de Braose pour organiser un soulèvement qui fut cependant rapidement écrasé par Jean. Llywelyn fut contraint de céder des terres au roi d'Angleterre mais il s'était imposé comme le principal meneur de la noblesse galloise.

### Dispute avec le pape

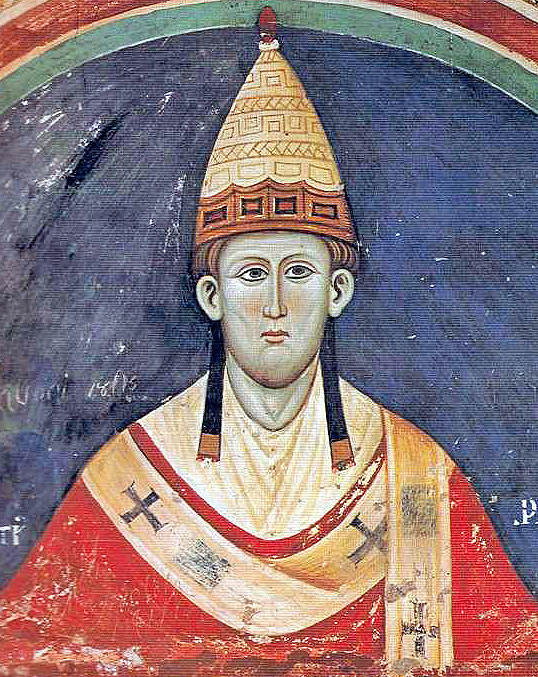
Le pape Innocent III sur une fresque de l'abbaye de Subiaco en Italie.

Après la mort de l'archevêque de Cantorbéry, Hubert Walter, le 13 juillet 1205, Jean fut impliqué dans une dispute avec le pape Innocent III qui mena à son excommunication. Les rois normands et Plantagenêt exerçaient une forte influence dans les questions religieuses de leurs territoires. À partir des années 1040, les papes soulignèrent néanmoins le besoin de réforme pour que l'Église soit, selon l'historien Richard Hushcroft, « gouvernée depuis le centre d'une manière plus cohérente et hiérarchisée » et qu'elle établisse « sa propre sphère d'autorité distincte du pouvoir temporel ». Ces principes avaient largement été acceptés dans l'Église anglaise à la fin du XIIe siècle malgré les inquiétudes concernant la centralisation du pouvoir à Rome,. Ces changements remettaient toutefois en cause le droit traditionnel des souverains laïcs à nommer les ecclésiastiques de leur choix,. Innocent III était, selon l'historien Ralph Turner, un « chef religieux ambitieux et agressif insistant sur ses droits et responsabilités au sein de l'Église ».
Jean voulait que John de Gray, l'évêque de Norwich et l'un de ses principaux partisans, succède à Walter mais le chapitre de chanoines de la cathédrale de Cantorbéry estima qu'il était de son droit exclusif de désigner le nouvel archevêque et il soutint Reginald, son sous-prieur. Pour compliquer la situation, les évêques de la province de Cantorbéry revendiquaient également le droit de désigner le successeur de Walter. Reginald fut secrètement élu par le chapitre et se rendit à Rome pour être confirmé dans sa nouvelle fonction ; les évêques contestèrent cette nomination et portèrent leur plainte devant Innocent III. Dans le même temps, Jean força le chapitre de Cantorbéry à soutenir de Gray et un messager fut envoyé à Rome pour informer le pape de ce changement. Ce dernier désavoua à la fois Reginald et John de Gray et nomma son propre candidat, Étienne Langton, un théologien de l'université de Paris. Jean refusa ce nouvel archevêque mais Langton fut néanmoins ordonné en juin 1207 par le pape.
Le roi anglais fut ulcéré par ce qu'il considérait être une violation de son droit traditionnel à influencer l'élection des ecclésiastiques dans son royaume. Considérant que Langton était trop influencé par la cour capétienne à Paris, il s'opposa à son entrée en Angleterre et confisqua les terres et les possessions de l'archevêché et de la papauté. Innocent III essaya sans succès de convaincre Jean de changer d'avis et en mars 1208, il promulgua un interdit en Angleterre en mars 1208 interdisant le clergé de toute cérémonie religieuse à l'exception du baptême et de l'absolution des mourants,.

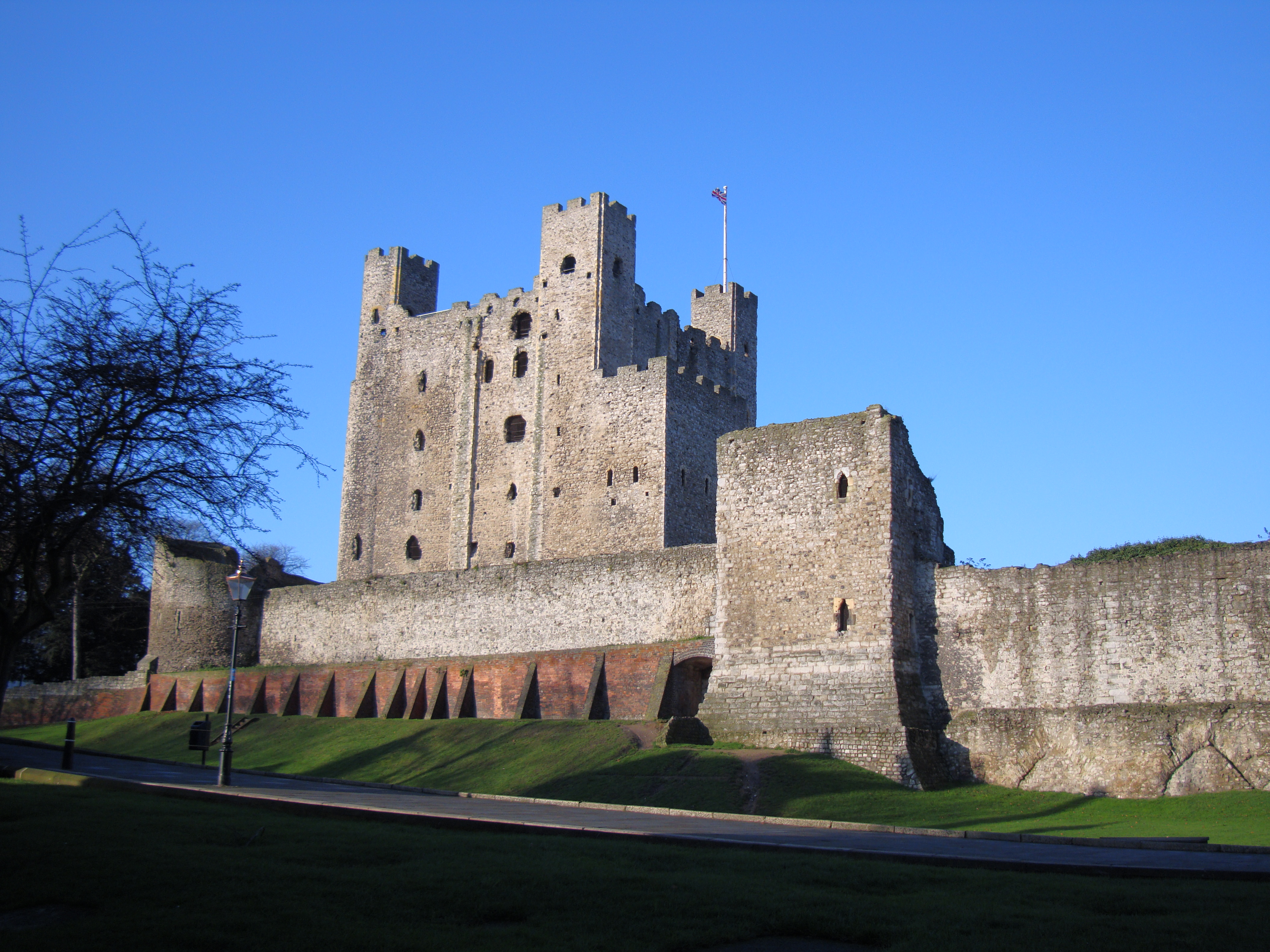
Le château de Rochester était l'une des nombreuses propriétés de l'archevêché de Cantorbéry et une importante fortification de la fin du règne de Jean.

Jean considéra que l'interdit était « l'équivalent d'une déclaration de guerre du pape » et il répondit en jouant sur la division du clergé anglais sur la question. Il confisqua les terres des ecclésiastiques respectant l'interdit et arrêta les concubines des religieux en ne les libérant qu'après le paiement d'une amende. En 1209, la situation semblait bloquée et Innocent III menaça Jean d'excommunication s'il n'acceptait pas la nomination de Langton ; le roi refusa et il fut excommunié en novembre 1209. Même si cela représentait un coup sévère au prestige royal, cela ne sembla pas vraiment inquiéter Jean. Deux de ses alliés, Otton IV et Raymond VI de Toulouse, avaient déjà subi la même punition et les faibles répercussions de ces décisions avaient dévalué la signification de l'excommunication. La seule conséquence tangible fut un durcissement des mesures envers l'Église et un accroissement des taxes sur ses revenus ; selon une estimation de 1213, Jean avait obtenu environ 100 000 marcs (environ 66 666 livres de l'époque) du clergé. Un autre document suggère que les confiscations des possessions ecclésiastiques et les pénalités contre l'Église représentaient environ 14 % des revenus de la Couronne.
Alors que la crise se prolongeait, le pape accorda des dispenses. Les communautés monastiques furent autorisées à célébrer la messe en privé à partir de 1209 et à la fin de l'année 1212, le viatique fut réintroduit pour les mourants. Les restrictions sur les enterrements et l'accès des laïcs aux églises semblent avoir été rapidement contournés, du moins officieusement. Même si l'interdit impactait largement la vie de la population, cela ne provoqua pas de révolte contre Jean. Ce dernier s'inquiétait cependant de plus en plus de l'attitude de la France. Certains chroniqueurs ont avancé qu'en janvier 1213, Philippe II avait été chargé par le pape de renverser Jean même s'il est apparu par la suite qu'Innocent III avait simplement préparé des lettres secrètes pour revendiquer le crédit d'une éventuelle invasion victorieuse de l'Angleterre par le roi de France,.
Devant les pressions politiques, Jean accepta finalement de négocier une réconciliation avec le pape via le légat apostolique Pandulf Musca et le texte final fut signé en mai 1213 à Douvres,. Par ce traité, Jean plaçait son royaume sous la suzeraineté papale et acceptait de payer un tribut annuel de 1 000 marcs (environ 666 livres de l'époque) pour l'Angleterre et de 200 marcs pour l'Irlande en plus de dédommager l'Église pour ses pertes durant la crise,,. Cette résolution reçut un accueil mitigé car si certains chroniqueurs ont avancé que Jean avait été humilié, il n'y eut pas de véritable réaction populaire. Innocent III tira certainement profit de cette résolution du problème anglais mais Jean y gagna probablement encore plus car le pape devint un soutien indéfectible de Jean jusqu'à la fin de son règne. Le souverain pontife se retourna immédiatement contre Philippe Auguste et lui ordonna de renoncer à une invasion de l'Angleterre et de demander la paix. Jean paya une partie des indemnités dues à l'Église mais il cessa les paiements à la fin de l'année 1214 ; même si le roi anglais n'avait remboursé qu'un tiers de sa dette, Innocent III ne fit pas pression pour qu'il paye, probablement pour ne pas nuire à ses relations avec l'Angleterre.

## Première Guerre des barons (1214-1216)

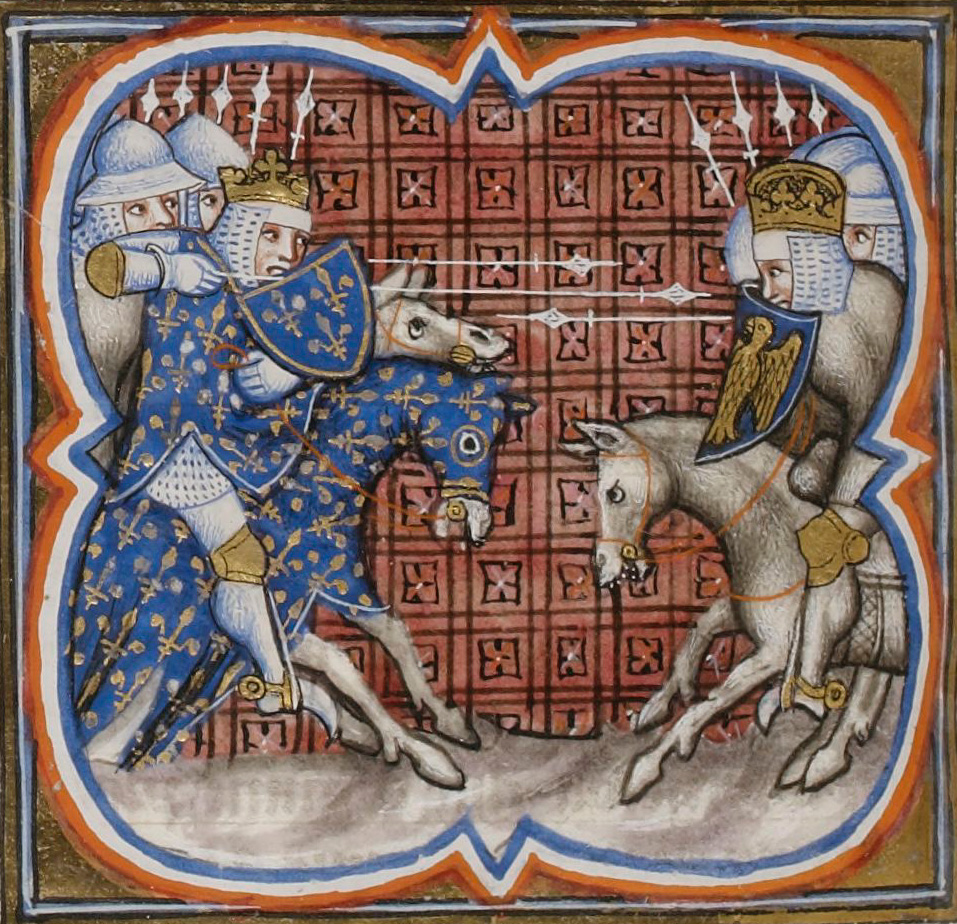
Enluminure de la bataille de Bouvines dans les Grandes Chroniques de France, XIVe siècle.

### Mécontentement des barons
Les tensions entre Jean et les barons s'accroissaient depuis plusieurs années en raison des politiques impopulaires du souverain. Beaucoup de barons mécontents venaient du nord de l'Angleterre, ce qui poussa les chroniqueurs et les historiens à les désigner comme « les Nordistes ». Ces derniers se sentaient peu concernés par le conflit en France et beaucoup avaient d'importantes dettes envers la Couronne; leur soulèvement ultérieur a ainsi été qualifié de « révolte des débiteurs du roi ». Les tensions étaient également élevées en Galles du Nord où l'opposition entre Jean et Llywelyn au sujet du traité de 1211 dégénérait en conflit ouvert. Même au sein de la cour royale, de nombreux courtisans, en particulier ceux que le souverain avait nommés à des fonctions administratives dans le royaume, estimaient que leurs responsabilités locales surpassaient leurs loyautés personnelles envers Jean et ils rejoignirent ses opposants. Pour certains historiens, la nomination de Pierre des Roches au poste de justiciar fut le catalyseur de la crise car il était considéré comme un « étranger rugueux » par beaucoup de barons. L'élément déclencheur qui précipita la révolte de la noblesse fut finalement la désastreuse campagne française de 1214 ; pour l'historien James Holt, la route vers la guerre civile après la défaite de Bouvines était « directe, courte et inévitable, ».

### Échec de la campagne en France
Quand Jean entama son invasion de la Normandie en 1214, il avait toutes les raisons d'être optimiste. Il avait formé une solide alliance avec l'empereur Otton IV, Renaud de Boulogne et Ferrand des Flandres ; il disposait du soutien du pape et avait rassemblé suffisamment de fonds pour financer le déploiement d'une armée expérimentée. De nombreux barons refusèrent cependant de rejoindre ses troupes quand il prit la mer pour le Poitou en février 1214 et ils durent être remplacés par des mercenaires. Le plan de Jean était de couper les forces françaises en deux en menant une offensive vers Paris depuis le Poitou tandis qu'Otton IV, Renaud et Ferrand, soutenus par Guillaume de Longue-Épée, attaqueraient vers le sud depuis les Flandres.
Les Anglais remportèrent initialement plusieurs succès notamment quand Jean envahit le comté d'Anjou tenu par le prince Louis à la fin du mois de juin,. Le siège du château stratégique de la Roche-au-Moine contraignit le prince français à livrer bataille contre l'armée anglaise plus nombreuse. Les nobles locaux refusèrent cependant de combattre et Jean fut obligé de se replier à La Rochelle. Le 27 juillet, Philippe II remporta une victoire décisive à Bouvines contre Otton IV. Ayant perdu tout espoir de reprendre la Normandie continentale, Jean dut demander la paix ; l'Anjou fut rendu à la France et le roi anglais dut payer une indemnité à Philippe II. La trêve devait durer six ans et Jean rentra en Angleterre en octobre 1214.

### Magna Carta

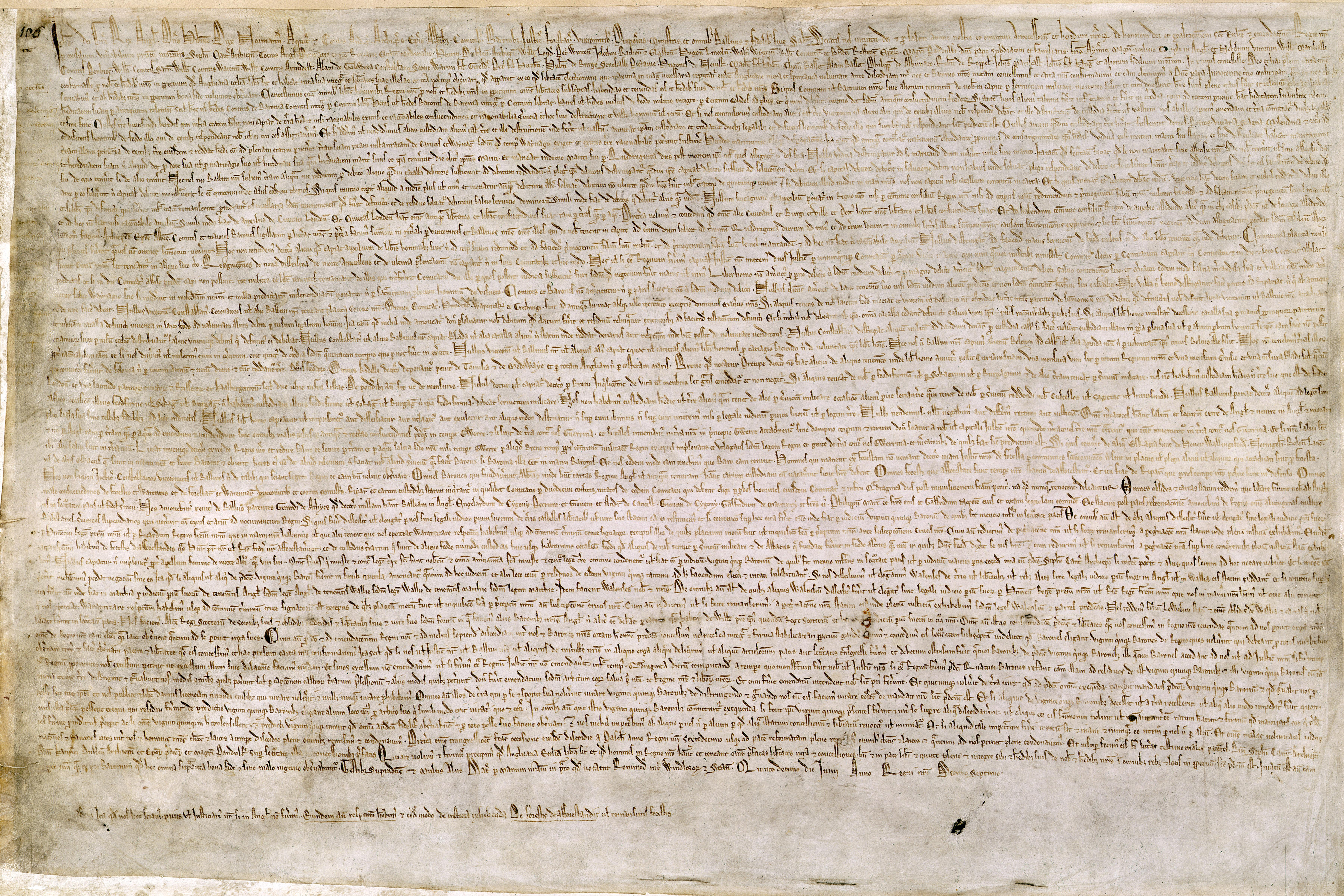
Exemplaire original de la Magna Carta signée par Jean et les barons en 1215.

Dans les mois qui suivirent le retour de Jean, les barons rebelles dans le nord et l'est de l'Angleterre organisèrent l'opposition à son pouvoir. Jean organisa un conseil à Londres en janvier 1215 pour débattre d'éventuelles réformes et il encouragea des discussions à Oxford entre ses représentants et ceux des rebelles durant le printemps. Il semble qu'il essayait ainsi de gagner du temps pour qu'Innocent III puisse lui envoyer des lettres de soutien. Cela était particulièrement important pour le roi anglais qui pourrait ainsi faire pression sur les barons et contrôler Langton. Jean annonça également son intention de rejoindre les croisades, ce qui lui offrit une protection supplémentaire de l'Église. Dans le même temps, il commença à recruter des troupes mercenaires dans le Poitou même si certains soldats furent par la suite renvoyés pour ne pas donner l'impression que le roi voulait une aggravation de la crise.
Les lettres de soutien du pape arrivèrent en avril mais les rebelles s'étaient alors organisés. Ils se rassemblèrent à Northampton en mai et déclarèrent qu'ils n'étaient plus liés à Jean par les liens féodaux. L'auto-proclamée « Armée de Dieu » commandée par Robert Fitzwalter (en) s'empara de Londres ainsi que de Lincoln et d'Exeter. Les tentatives de Jean pour apparaître modéré et conciliant avaient été relativement efficaces, mais après la prise de la capitale beaucoup de ses partisans firent défection. Il demanda alors à Langton d'organiser des négociations avec les barons rebelles.
Les chefs rebelles et le roi se rencontrèrent à Runnymede près du château de Windsor le 15 juin 1215. Le résultat fut la Magna Carta ou « Grande charte » qui était bien plus qu'une simple réponse aux plaintes des barons et représentait une profonde réforme politique même si elle se concentrait sur les droits des hommes libres et non sur ceux des serfs. Le texte garantissait les droits de l'Église, des protections contre les emprisonnements arbitraires, l'accès à une justice rapide, une limitation de l'écuage et des autres impôts féodaux en plus d'interdire la mise en place de nouvelles taxes sans l'accord des barons. Un conseil composé de 25 nobles neutres devait être créé pour s'assurer du respect de la Charte par Jean tandis que l'armée rebelle serait démobilisée et que Londres serait rendu au roi.
Ni les barons rebelles ni Jean ne tentèrent réellement de respecter l'accord. Les premiers pensaient que le roi n'accepterait pas le conseil et qu'il allait contester la légalité de la charte ; ils désignèrent ainsi leurs représentants les plus radicaux pour siéger au conseil et refusèrent de démobiliser leurs forces ou de rendre Londres. Malgré ses dénégations, Jean demanda l'appui d'Innocent III en avançant que la charte affectait les droits du pape qui était devenu le suzerain du roi anglais par l'accord de 1213. Le souverain pontife s'exécuta et déclara que la charte était « non seulement honteuse et dévalorisante mais également illégale et injuste » et il excommunia les barons rebelles. L'échec de l'accord entraîna rapidement l'éclatement de la Première Guerre des barons.

### Guerre avec les barons

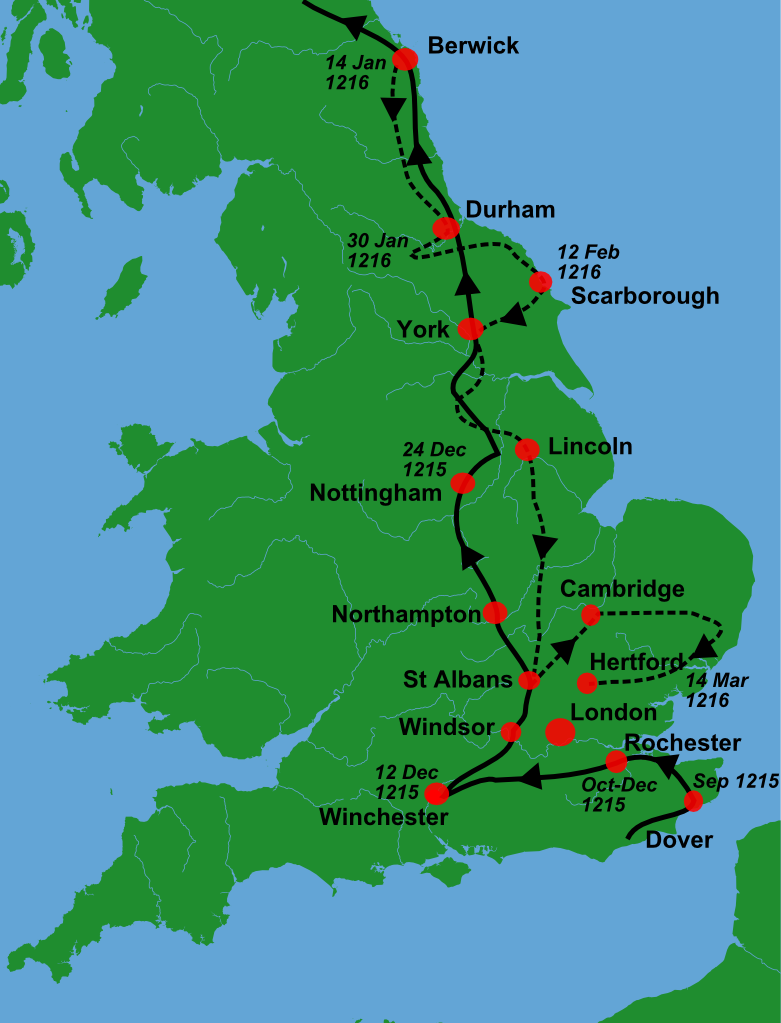
Campagne de Jean entre septembre 1215 et mars 1216.

Les rebelles prirent immédiatement l'initiative et s'emparèrent du château de Rochester appartenant à Langton mais que ce dernier avait laissé sans véritable garnison. Jean était prêt à la guerre car il avait accumulé suffisamment d'argent pour payer ses mercenaires et s'était assuré du soutien des puissants seigneurs des Marches qui disposaient de leurs propres armées tels que Guillaume le Maréchal et Ranulph de Blondeville. De leur côté, les rebelles manquaient d'expérience ou d'équipements dans la guerre de siège pour s'emparer des forteresses royales qui séparaient leurs forces dans le nord et le sud de l'Angleterre,. Le plan du roi était d'isoler les barons rebelles dans Londres, protéger ses propres lignes de communication avec la Flandre d'où venaient beaucoup de ses mercenaires, empêcher une invasion française dans le Sud-Est et mener une guerre d'usure. Dans le même temps, Llywelyn profita du chaos pour mener un soulèvement en Galles du Nord contre le traité de 1211.
Les débuts de sa campagne furent victorieux et en novembre, il reprit le château de Rochester défendu par William d'Aubigny. Un chroniqueur rapporta qu'il n'avait jamais vu « un siège si durement mené » tandis que l'historien Reginald Brown le décrit comme « l'une des plus grandes opérations [de siège] de l'époque en Angleterre ». Ayant sécurisé le Sud-Est, Jean divisa ses forces et envoya Guillaume de Longue-Épée reprendre l'Est-Anglie tandis que lui-même mena ses forces vers le nord via Nottingham pour s'emparer des possessions des barons. Les deux offensives furent victorieuses et la plupart des derniers rebelles furent isolés dans Londres. En janvier 1216, Jean marcha contre Alexandre II d'Écosse qui s'était allié aux insurgés. Les troupes anglaises progressèrent rapidement et atteignirent Édimbourg au bout d'une campagne de dix jours.
Se sentant acculés, les rebelles demandèrent l'appui du prince Louis de France, qui accepta d'autant plus facilement que par son mariage avec Blanche de Castille, petite-fille maternelle d'Henri II (par sa mère Aliénor d'Angleterre) et nièce de Jean sans Terre, il possédait une prétention au trône d'Angleterre. Son intervention contre Jean lui valut l'excommunication et cela empêcha son père Philippe II de le soutenir officiellement, même si le roi de France lui a sans doute apporté une aide officieuse. Craignant une invasion française qui pourrait fournir aux rebelles les armes de siège qui leur manquaient, Jean fit rapidement route vers le sud pour s'y opposer après avoir vaincu momentanément Alexandre II.
Jean rassembla une force navale pour intercepter la flotte française mais ses navires furent dispersés par une tempête et Louis débarqua sans opposition dans le Kent en mai 1216. Le roi anglais hésita et décida de ne pas attaquer immédiatement peut-être car il doutait de la loyauté de ses hommes. Louis et les barons rebelles progressèrent vers l'ouest et repoussèrent Jean qui passa l'été à réorganiser ses forces et ses défenses. Plusieurs de ses commandants, dont Guillaume de Longue-Épée, lui firent défection durant cette période, et au début de l'automne les rebelles contrôlaient le sud-est de l'Angleterre ainsi qu'une partie du nord.

## Mort

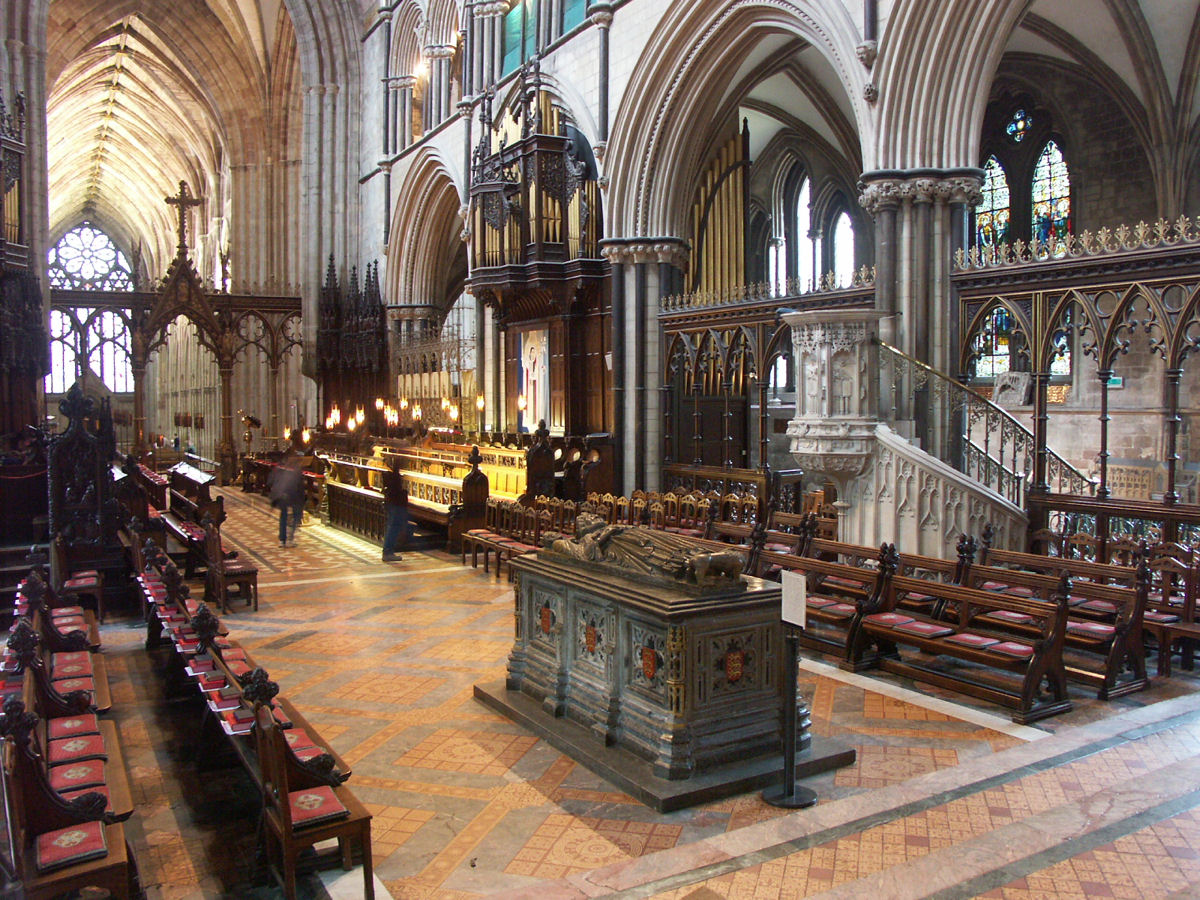
Tombe de Jean dans la cathédrale de Worcester.

En septembre 1216, Jean lança une nouvelle offensive depuis les Cotswolds et, feignant de secourir le château de Windsor assiégé, attaqua vers Cambridge pour isoler les forces rebelles du Lincolnshire et d'Est-Anglie,. Il poursuivit vers l'est pour lever le siège de Lincoln et arriva sur la côte à Lynn, probablement pour obtenir des renforts du continent. Alors qu'il se trouvait dans cette ville, il contracta la dysenterie. Dans le même temps, Alexandre II attaqua à nouveau le Nord de l'Angleterre et s'empara de Carlisle en août avant de progresser vers le sud,,. Alors que la situation du roi anglais était de plus en plus difficile, les rebelles commencèrent à se diviser en raison de tensions entre Louis et les barons ; plusieurs d'entre eux, dont le fils de Guillaume le Maréchal et Guillaume Longue-Épée, firent défection et rejoignirent Jean,.
Le roi avança vers l'ouest mais une grande partie de son ravitaillement aurait été perdue en route. Le chroniqueur Roger de Wendover suggère notamment que les biens royaux dont les Joyaux de la Couronne, furent perdus dans les sables mouvants lors de la traversée d'un des estuaires du Wash. Les détails de l'incident varient considérablement selon les récits et son emplacement exact n'a jamais été déterminé ; il est possible que seuls quelques chevaux de bât aient été perdus,. Les historiens modernes estiment qu'en octobre 1216, Jean se trouvait dans une impasse,.
La maladie du roi s'aggrava et il fut incapable d'aller plus loin que le château de Newark. Il mourut dans la nuit du 18 au 19 octobre 1216,. De nombreux témoignages, probablement inventés, commencèrent rapidement à circuler et suggérèrent que Jean avait été tué par de la bière ou des prunes empoisonnées voire par un « excès de pêches ». Sa dépouille fut emmenée par une compagnie de mercenaires vers le sud et elle fut inhumée dans la cathédrale de Worcester, face à l'autel de saint Wulfstan,. Son corps fut exhumé en 1232 pour être placé dans un nouveau sarcophage où il repose toujours.

## Héritage
Après la mort de Jean, Guillaume le Maréchal fut désigné comme protecteur du nouveau roi, Henri III âgé de seulement neuf ans. La guerre civile perdura jusqu'aux victoires royalistes de Lincoln et de Sandwich en 1217. Louis renonça à sa revendication au trône anglais et signa le traité de Lambeth. Pour ramener le calme, Guillaume réintroduisit une version modifiée de la Magna Carta en 1217 et celle-ci devint la base des futurs gouvernements,. Henri III tenta de reconquérir la Normandie et l'Anjou jusqu'en 1259 mais les pertes continentales de Jean et la croissance du pouvoir capétien au XIIIe siècle se révélèrent être un « tournant de l'histoire européenne ». La première épouse de Jean, Isabelle de Gloucester, se remaria avec Geoffrey de Mandeville en 1216 et avec Hubert de Burgh l'année suivante, peu avant sa mort. Sa seconde épouse, autre Isabelle, quitta l'Angleterre pour Angoulême peu après la mort du roi ; elle épousa le fils de son ancien fiancé Hugues X de Lusignan avec qui elle aura neuf enfants, et n'eut qu'une faible influence sur les enfants issus de sa première union avec le roi Jean.

### Historiographie

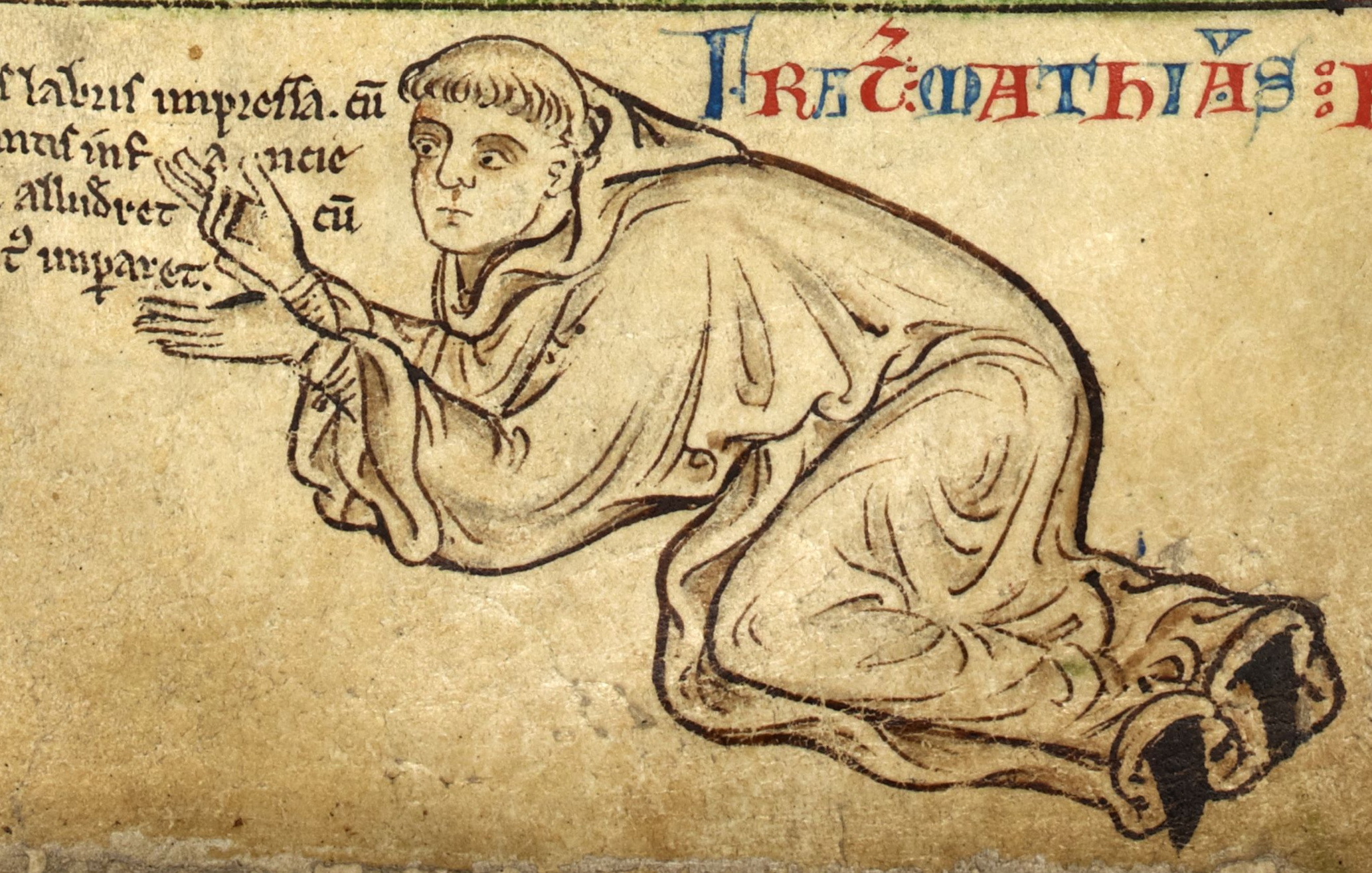
Matthieu Paris fut l'un des premiers historiens du règne de Jean.

Les évaluations historiques du règne de Jean ont considérablement varié selon les époques. Les chroniqueurs ayant écrit sur sa jeunesse et son accession au trône comme Richard de Devizes, William de Newburgh, Roger de Hoveden et Raoul de Dicet étaient généralement critiques envers son comportement sous Richard Ier, mais leur perception de son début de règne était plus favorable. Les récits fiables sur la suite de son règne sont plus rares mais les principales sources de cette période rédigées par Gervais de Canterbury et Raoul de Coggeshall étaient assez hostiles,. Cette perception négative de Jean fut renforcée par les écrits postérieurs à sa mort, de Roger de Wendover et de Matthieu Paris.
Au XVIe siècle, les évolutions politiques et religieuses entraînèrent une vision plus favorable du règne de Jean. Les historiens Tudor voyaient positivement son opposition à la Papauté et sa défense des droits et des prérogatives royales. Les récits réformistes de John Foxe, William Tyndale et Robert Barnes (en) le présentaient comme un héros protestant, et le premier l'inclut dans son Livre des Martyrs. Dans son Historie of Great Britaine de 1632, John Speed loua la « grande renommée » du roi Jean et accusa les chroniqueurs médiévaux de partialité dans leurs évaluations de son règne.
Durant l'époque victorienne du XIXe siècle, les historiens se concentrèrent sur la personnalité de Jean et leurs études s'appuyaient essentiellement sur les récits de ses contemporains. Kate Norgate avança par exemple que sa chute n'était pas liée à ses échecs militaires mais à son « immoralité presque surhumaine » tandis que James Ramsay accusa son environnement familial et sa cruauté,. Son bilan était plus favorable chez les historiens de tradition whig qui voyaient des documents comme le Domesday Book (sous Guillaume le Conquérant) et la Magna Carta comme les étapes du développement politique et économique de l'Angleterre durant le Moyen Âge menant au libéralisme,. Pour eux, la signature de la Magna Carta marquait un événement majeur de l'histoire constitutionnelle anglaise malgré les défauts du monarque,. Winston Churchill écrivit notamment qu'« avec le recul du temps, il apparaît que la nation britannique et le monde anglophone doivent bien plus aux vices de Jean qu'au labeur des souverains vertueux ».
L'étude des sources primaires sur son règne comme les pipe rolls, les chartes et les documents de la cour donna lieu à de nouvelles interprétations dans les années 1940. Dans un essai de 1945, Vivian Galbraith proposa ainsi une « nouvelle approche » pour comprendre cette période,. Cette utilisation plus importante des documents de l'époque s'est associée à un plus grand scepticisme sur les récits de Roger de Wendover et de Matthieu Paris. Dans de nombreux cas, les écrits de ces deux chroniqueurs, rédigés après la mort de Jean, furent rejetés par les historiens modernes. La signification de la Magna Carta a également été revue ; si sa valeur symbolique et constitutionnelle pour les générations ultérieures ne fait aucun doute, elle n'était, dans le contexte du règne de Jean, qu'une proposition de paix ayant échoué,.
Le consensus actuel, illustré par les deux biographies de Ralph Turner et Lewis Warren, est que Jean fut un monarque sans grand succès dont les erreurs furent exagérées par les chroniqueurs des XIIe et XIIIe siècles. Pour Jim Bradbury, il fut un « administrateur appliqué ainsi qu'un général compétent » avec « des traits de personnalité déplaisants voire dangereux » comme la mesquinerie, la méchanceté et la cruauté ; il souligne également que les historiens les plus récents ont eu tendance à être trop cléments envers les nombreuses erreurs du roi,. John Gillingham, auteur d'une biographie influente de Richard Ier, est du même avis mais est plus mitigé que Turner ou Warren sur ses compétences militaires qu'il estime médiocres. À l'inverse, l'historien Frank McLynn avance que cette réputation relativement positive parmi les historiens modernes est « bizarre » étant donné que Jean « échoua à quasiment tous les tests que l'on peut légitimement poser » à un souverain.

### Culture populaire

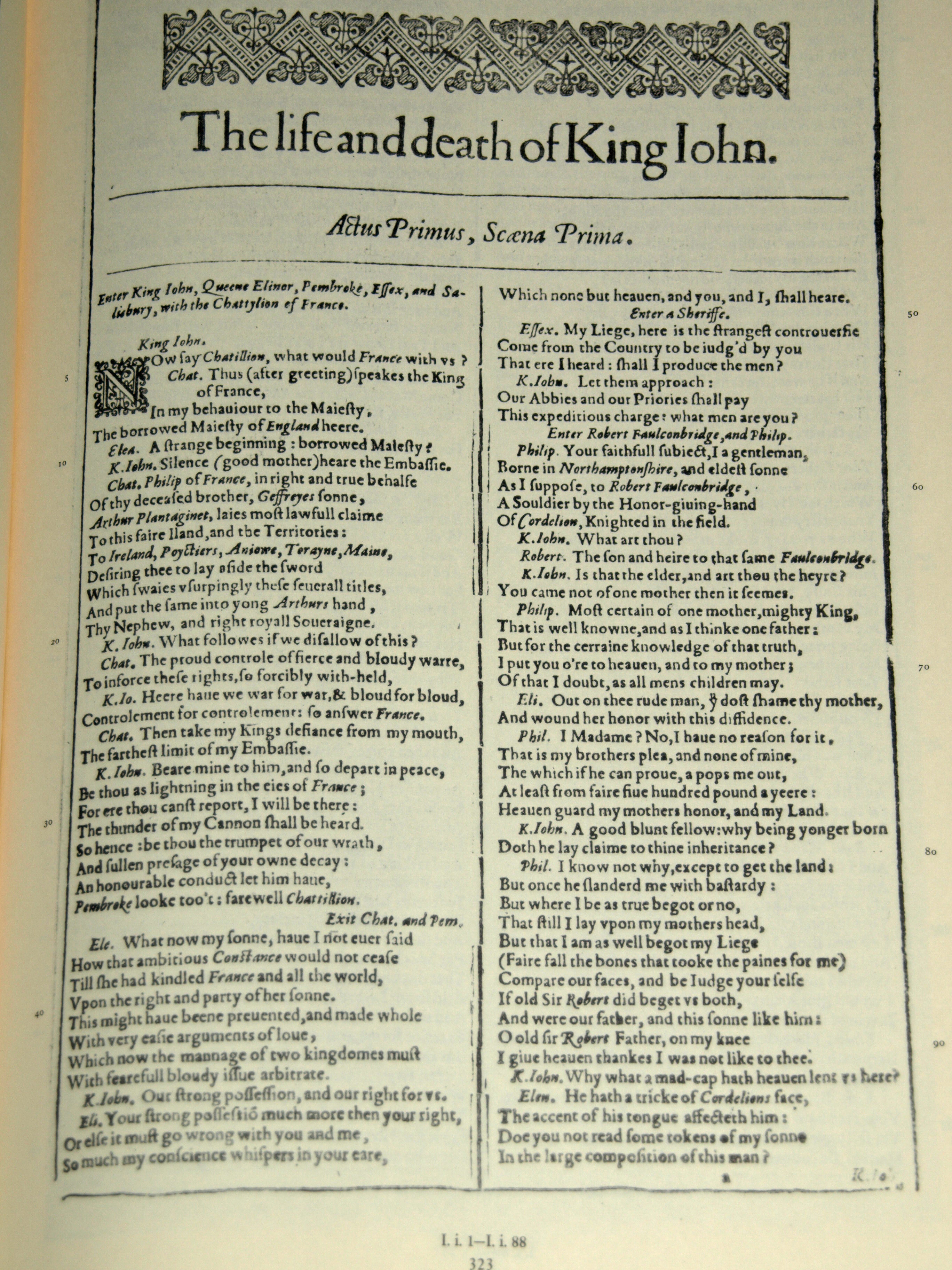
Première page de La Vie et la Mort du roi Jean de William Shakespeare.

#### Littérature

##### Jusqu'auXVIIIesiècle
Les premières représentations de Jean dans des œuvres de fiction datent de la période Tudor et reflètent les opinions réformatrices de l'époque. L'auteur anonyme du Troublesome Reign of King John présente le roi comme un « martyr proto-protestant » ; de même, dans la moralité de Jean Bale, Kynge Johan, Jean tente de sauver l'Angleterre des « agents maléfiques de l'Église romaine, ». Par contraste, La Vie et la Mort du roi Jean de William Shakespeare, qui reprend des éléments anti-catholiques du Troublesome Reign of King John, offre une « vision duale et plus nuancée d'un souverain complexe à la fois victime proto-protestante des machinations de Rome et dirigeant faible et égoïste,, ». La pièce d'Anthony Munday, The Downfall and The Death of Robert Earl of Huntington, illustre les défauts du souverain mais présente une vision positive de son opposition à la Papauté dans la ligne de l'historiographie de l'époque. Au milieu du XVIIe siècle, les pièces comme King John and Matilda de Robert Davenport, bien que largement basées sur les œuvres élisabéthaines, présentent à l'inverse les barons comme les champions de la cause protestante et se concentrent sur les aspects tyranniques du comportement de Jean.

##### XIXesiècleet ensuite: l'influence déterminante de Walter Scott
Les représentations fictives à partir du XIXe siècle de Jean sont fortement influencées par la romance historique de Walter Scott, Ivanhoé, parue en 1819, dans laquelle le roi est présenté sous un « aspect presque entièrement défavorable » ; le roman s'appuyait fortement sur les études historiques victoriennes et sur la pièce de Shakespeare. Son frère Richard Cœur de Lion, au tout début du roman en captivité à son retour de la troisième croisade, est présenté a contrario comme le souverain attendu par ses sujets, redoutable chevalier, et sympathique. Ce dernier est de plus aidé par Robin des bois (appelé Robin Hood dans la traduction d'Alexandre Dumas père en 1820).
Cette œuvre inspira The Merry Adventures of Robin Hood de l'écrivain pour enfant Howard Pyle qui établit Jean comme le principal méchant dans les récits traditionnels de Robin des Bois.
Il conserva ce rôle avec l'avènement du cinéma, et le film Robin des Bois de 1922 le montre commettant de nombreuses atrocités et se livrant à la torture. Les Aventures de Robin des Bois de 1938 créa une nouvelle version du souverain présenté comme un « pantouflard peureux, arrogant et efféminé » dont les actes permettent de souligner les vertus de Richard Ier et contrastent avec le courage du shérif de Nottingham qui n'hésite pas à affronter personnellement Robin des Bois. Un exemple extrême de ce personnage est visible dans le dessin animé de 1973 où Jean est présenté comme un lion pleurnichard et cupide. D'autres œuvres de fiction, distinctes de l'univers de Robin des Bois, comme la pièce Le Lion en Hiver (en) de James Goldman le présentent souvent comme un personnage faible et efféminé contrastant, dans ce cas, avec le plus viril Henri II.
Jean sans Terre est aussi un personnage important dans le deuxième et quatrième romans du cycle de science-fiction Le fleuve de l'éternité de l'écrivain américain Philip José Farmer, publiés respectivement en 1972 et 1980. Dans ce cycle, toute l'humanité morte avant 1983 a été ressuscitée sur une planète. Jean y apparaît comme un personnage fourbe mais néanmoins très habile et séduisant, même aux yeux de ceux qui connaissent l'histoire d'Angleterre. Il est aussi dit qu'il fut tellement impopulaire qu'aucun roi d'Angleterre ni du Royaume-Uni n'a été appelé Jean depuis (ce qui est historiquement vrai mais à nuancer car plusieurs descendants de rois se sont appelés Jean, notamment Jean de Gand, lui-même père d'Henri IV).
Alice Liddel le défend en disant qu'il ne fut pas pire que d'autres rois et princes de l'époque.

#### Filmographie

##### Cinéma et télévision
Jean a été joué à l'écran par :
- 1899 : Herbert Beerbohm Tree dans le film muet King John
- 1922 : Sam De Grasse dans le film muet Robin des Bois
- 1935 : Ramsay Hill dans le film Les Croisades
- 1938 : Claude Rains dans le film Les Aventures de Robin des Bois
- 1950 : George Macready dans le film La Revanche des gueux
- 1952 :
  - Hubert Gregg dans le film Robin des Bois et ses joyeux compagnons
  - Guy Rolfe dans le film Ivanhoe
- 1955 : Donald Pleasence dans la série télévisée britannique Robin des Bois
- 1958 : Andrew Keir dans la série télévisée britannique Ivanhoé
- 1968 : Nigel Terry dans le film Le Lion en hiver
- 1973 : Peter Ustinov (voix) dans le dessin animé Robin des Bois
- 1976 : Ian Holm dans le film La Rose et la Flèche
- 1984 : Phil Davis dans la série télévisée britannique Robin of Sherwood
- 1991 Edward Fox dans le film Robin des Bois
- 1992 : Michael Rudder (voix) dans la série de dessins animés américaine Robin des Bois Junior
- 1994 : Richard Lewis dans le film Sacré Robin des Bois
- 1997 :
  - Andrew Bicknell dans la série télévisée franco-américaine Les Nouvelles Aventures de Robin des Bois
  - Ralph Brown dans la série télévisée britannique Ivanhoé
- 2001 : Jonathan Hyde dans la téléfilm américain Le Royaume des voleurs
- 2003 : Soma Marko (enfant) et Rafe Spall (adulte) dans le téléfilm américain Le Lion en hiver
- 2006 : Toby Stephens dans la série télévisée britannique Robin des Bois
- 2010 : Oscar Isaac dans le film Robin des Bois
- 2011 : Paul Giamatti dans le film Le Sang des Templiers

## Descendance
Jean eut cinq enfants légitimes, tous avec Isabelle d'Angoulême :
- Henri III (1er octobre 1207 – 16 novembre 1272), qui épouse en 1236 Éléonore de Provence, dont il aura cinq enfants, dont le roi Édouard Ier ;
- Richard[267] (5 janvier 1209 – 2 avril 1272), qui épouse en premières noces en 1231 Isabel Marshal, dont il aura quatre enfants ; en secondes noces en 1257 Sancie de Provence, dont il aura deux enfants ; et en troisièmes noces en 1269 Béatrice de Falkenbourg, sans postérité ;
- Jeanne[155] (22 juillet 1210 – 4 mars 1238), qui épouse Alexandre II d'Écosse en 1221, sans postérité ;
- Isabelle[268] (1214 – 1er décembre 1241), qui épouse en 1235 Frédéric II du Saint-Empire, dont elle aura quatre enfants ;
- Aliénor[269] (1215 – 13 avril 1275) qui épouse en premières noces en 1224 Guillaume le Maréchal, sans postérité ; puis en secondes noces en 1238 Simon V de Montfort, dont elle aura sept enfants.

Il eut également plusieurs enfants illégitimes avec diverses maîtresses dont au moins neuf garçons et trois filles :
- Richard FitzRoy, qui épouse Rohèse de Douvres, dont il aura trois enfants ;
- Jeanne, qui épouse en 1205 le prince gallois Llywelyn le Grand[271] ;
- Olivier, tué au siège de Damiette en 1219 ;
- Geoffroy Fitz Roy ;
- Jean ;
- Eudes Fitz Roy ;
- Henri Fitz Roy ;
- Bartholomée, qui entra dans les ordres ;
- peut-être Richard, constable de Wallingford Castle ;
- Mathilde, abbesse de Barking, en Essex ;
- peut-être Osbert Giffard[n 12] ;
- peut-être Gilbert de Bolum[n 13], père de Walter de Bolum ;
- peut-être une fille nommée Isabelle la Blanche ;
- peut-être un fils, père d'André[n 14],[272] ;
- peut-être un fils, père de Roger de Meulan/de Meylan, évêque de Coventry et de Lichfield[n 15],[272].